# Massentötung in Kairo am 27. Juli 2013
Bei der Massentötung am 27. Juli 2013 gingen ägyptische Sicherheitskräfte äußerst gewaltsam gegen Demonstranten im Protestcamp am Rābiʿa-al-ʿAdawiyya-Platz nahe der Rābiʿa-al-ʿAdawiyya-Moschee im Kairoer Stadtteil Nasr-City vor, die dort gegen den Militärputsch vom 3. Juli 2013 und für die Wiedereinsetzung des seit dem Putsch an einem nicht bekannt gegebenen Ort festgehaltenen, ersten demokratisch gewählten Staatspräsidenten Ägyptens, Mohammed Mursi, protestierten.
Dabei starben nach Angaben der vom Militär unter Militärratschef Abd al-Fattah as-Sisi gestützten und nicht gewählten Übergangsregierung mindestens 82 Menschen, nach Angaben von Ärzten und der dem gestürzten Staatspräsidenten nahestehenden Muslimbruderschaft weitaus mehr. Ägyptische und internationale Menschenrechtsorganisationen bezifferten die Zahl getöteter Demonstranten auf 95 und die Zahl getöteter Sicherheitskräfte auf einen Polizeibeamten. Nach anderen unabhängigen Angaben kam es zu über 100 Todesopfern.
Es handelte sich nach der Massentötung in Kairo vom 8. Juli 2013 bereits um die zweite Massentötung der Sicherheitskräfte in Kairo innerhalb von zwei Wochen und um das schwerwiegendste staatlich durchgeführte Blutbad Ägyptens seit dem Sturz Husni Mubaraks von 2011. Human Rights Watch stufte die Massentötung vom 27. Juli 2013 als „außergerichtliche Massenhinrichtung“ ein. Teilweise wurde sie als „Rābiʿa-Massaker“ bezeichnet, das dann aber von der zweieinhalb Wochen später erfolgten und auch von internationalen Menschenrechtsorganisationen „Rābiʿa-Massaker“ genannten „außergerichtliche Massenhinrichtung“ an Demonstranten durch die Sicherheitskräfte unterschieden werden muss.
In Alexandria kam es in der Nacht auf den 27. Juli und am Tag ebenfalls zu schweren Auseinandersetzungen mit mindestens zehn Toten.
Am 28. Juli übertrug Interims-Präsident Adli Mansur Interims-Ministerpräsident Hasim al-Beblawi per Dekret die Befugnis, dem Militär die Verhaftung von Zivilisten zu erlauben, womit eine Beteiligung der Armee an den seit Wochen angekündigten Räumungsaktionen der Protestlager erleichtert wurde.
Der Außenminister der USA, John Kerry bestritt kurz nach dem Ereignis vom 27. Juli die Machtübernahme des Militärs und lobte das Militär dafür, mit dem Sturz Mursis auf Wunsch der Bevölkerung die Demokratie wiederhergestellt zu haben.
Westliche Medien sahen nach den Gewaltexzessen des Juli 2013 gegen Mursi-Anhänger in Kairo die Gefahr, dass Ägypten in den Bürgerkrieg abgleiten könne.

## Vorgeschichte
Im Vorfeld und in der Folge des Militärputsches vom 3. Juli gingen die Sicherheitskräfte mehrfach mit Waffengewalt gegen Pro-Mursi-Demonstranten und ihre Protestlager in Nasr-City, Heliopolis und vor der Universität Kairo vor. Die Unterstützer des vom Militär gestürzten Staatspräsidenten Mohammed Mursi und der Muslimbruderschaft protestieren Ende Juli 2013 seit nahezu einem Monat vor der Kairoer Universität im Stadtteil Gizeh-Dokki und auf dem Platz vor der Rābiʿa-al-ʿAdawiyya-Moschee in Nasr-City.

### Nasr-City: Bedeutung und historische Symbolik
Der Kairoer Stadtteil Nasr-City, in dem sich das Rābiʿa-al-ʿAdawiyya-Protestlager befand, gilt als Hochburg von Mittelklassefamilien mit Sympathien für die Islamisten sowie als Ort mit hoher nationaler und historischer Symbolik. Innerhalb von Kairo wird Nasr-City als Zentrum der Muslimbruderschaft angesehen, die auch nach dem Militärputsch vom 3. Juli 2013 weiterhin den vom Militär gestürzten Staatspräsidenten Mohammed Mursi unterstützte. Das Zentrum der Pro-Mursi-Proteste bildete Ende Juli 2013 die an der Nasr-Straße gelegene Rābiʿa-al-ʿAdawiyya-Moschee in Nasr-City. Die Rābiʿa-al-ʿAdawiyya-Moschee besitzt eine hohe mystische und religiöse Symbolik, da der religiöse Narrativ an die Namensgeberin der Moschee, die über zwölf Jahrhunderte zuvor gestorbene und im Islam als Heilige verehrte Rābiʿa al-ʿAdawiyya al-Qaysiyya in Ägypten gepflegt wird und islamistischen Putschgegnern Möglichkeiten zur Identifikation mit der Heiligen bietet, die der Erzählung nach tagsüber als Sklavin lebte und nachts betete. Nach den Massentötungen an Pro-Mursi-Demonstranten vom 27. Juli und 14. August 2013 auf dem Rābiʿa-al-ʿAdawiyya-Platz vor der Rābiʿa-al-ʿAdawiyya-Moschee in Nasr-City nahm auch die R4bia-Kampagne Bezug auf den Namen der Heiligen und des Platzes und wurde zum nachhaltigen Symbol für die Antiputschbewegung der Muslimbrüder.
Zudem wies die im Osten von Kairo gelegene, schachbrettmusterartig angelegte Satellitenstadt Nasr-City mit den breit angelegten Straßen die größte Konzentration militärischer Einrichtungen und subventionierten Wohnraums für Militärangehörige in Kairo auf. In den 1970er Jahren befand sich dort noch ein großer militärischer Sperrbezirk mit Kasernen. An der breiten Hauptstraße, die zum Flughafen führt, wurde nach dem Jom-Kippur-Krieg im Jahr 1973 eine Kette von Hochhäusern mit Wohnungen für Armee-Offiziere errichtet. Der Name Nasr (deutsch: „der Sieg“) erinnert an die zahlreichen in dem Stadtteil befindlichen Armee-Gebäude, einschließlich des Verteidigungsministeriums. Zu den weiteren mit dem Militär verbundenen Einrichtungen in Nasr-City zählten (Stand: 2007) das Hauptquartier der Armee, die Militärakademie, der Sitz der Geheimpolizei, ein Militärhospital, ein Militärmuseum, Mietshäuser für Militärs, verschiedene Offiziersclubs, eine Reihe von Unternehmen des militärisch-industriellen Komplexes sowie mehrere im Besitz des Militärs befindliche Hotels.
Auf der breiten Nasr-Straße fand 1981 die Militärparade statt, bei der Staatspräsident Anwar as-Sadat bei einem Attentat radikalislamistischer Offiziere erschossen wurde. Gegenüber befindet sich Sadats Grab und der anlässlich der Verluste im Jom-Kippur-Krieg errichtete Pyramidenbogen des Denkmals des Unbekannten Soldaten. In Nasr-City befinden sich mit dem Hauptsitz des ägyptischen Geheimdienstes auch die berüchtigten unterirdischen Gefängnisse, wo die Muslimbrüder nach dem Putsch vom 3. Juli 2013 viele ihrer Anhänger in Haft vermuteten.

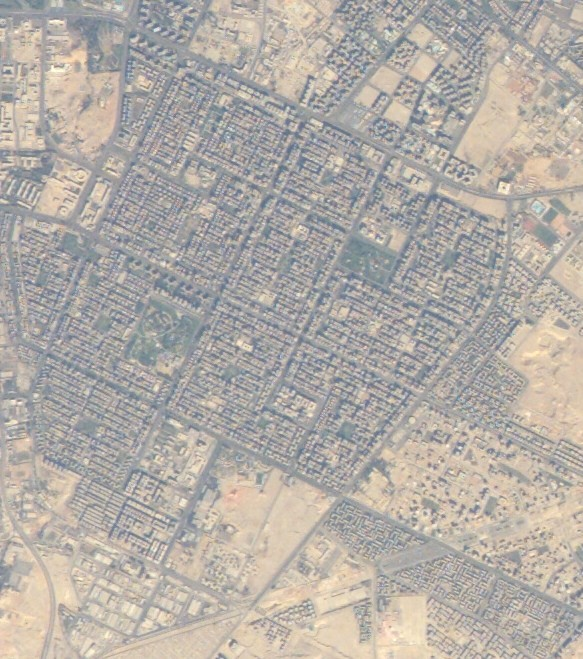
Satellitenbild von Nasr-City mit den schachbrettmusterartig angelegten Wohnblöcken und langen Straßen
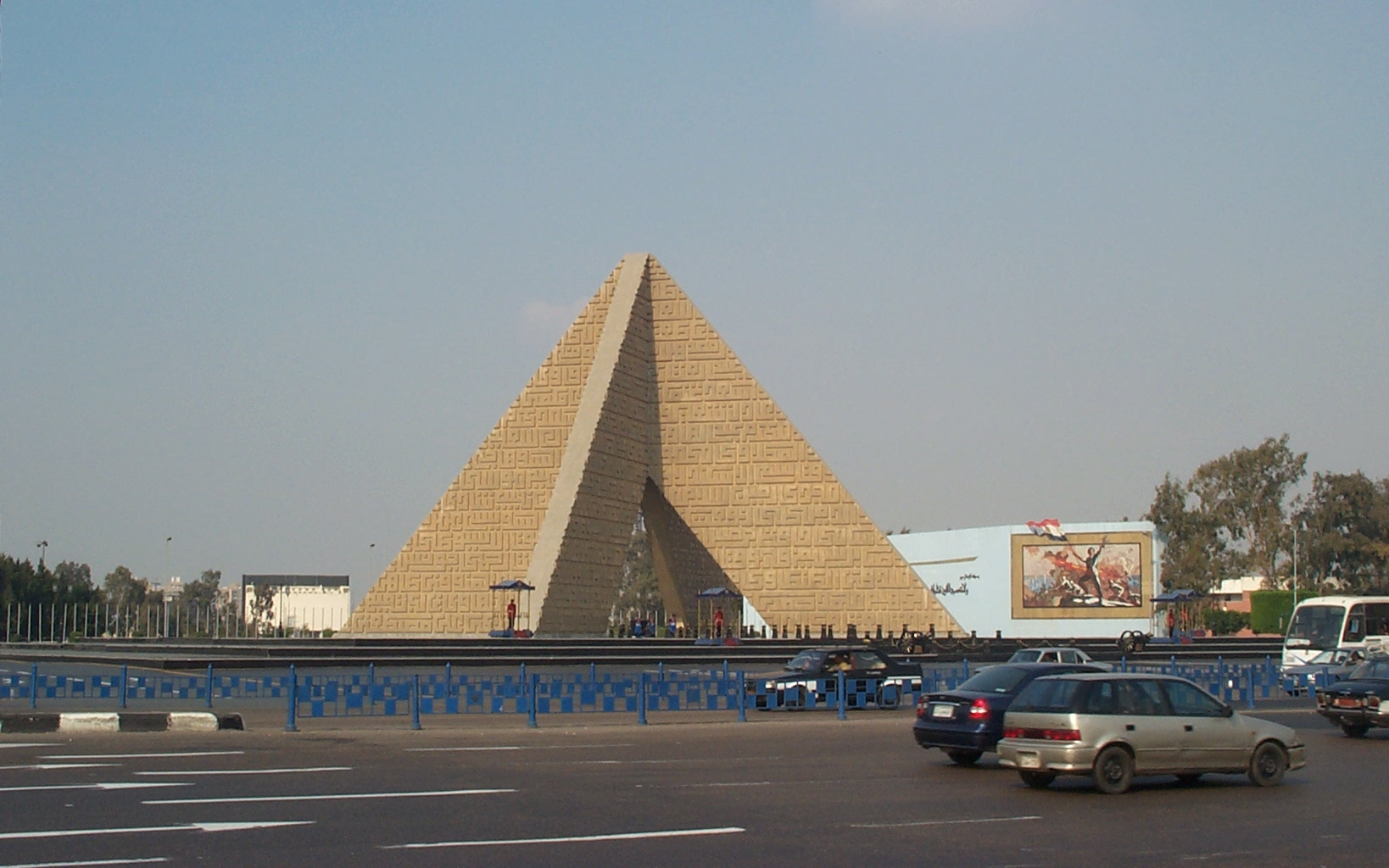
Pyramidenbogen des 1975 eingeweihten Denkmals des Unbekannten Soldaten in Nasr-City
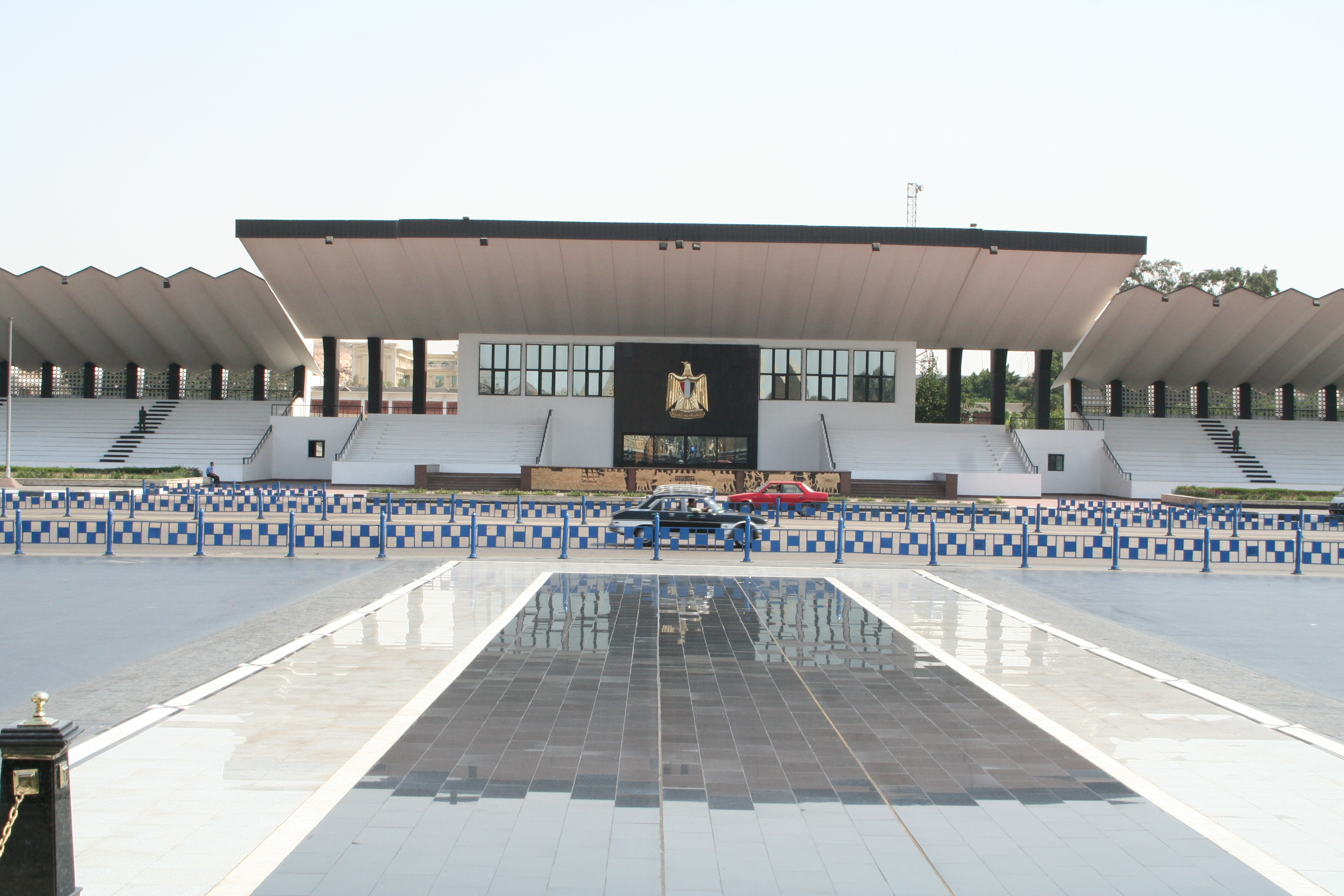
Gegenüber dem Denkmal gelegene Tribüne, auf der Anwar as-Sadat 1981 getötet wurde
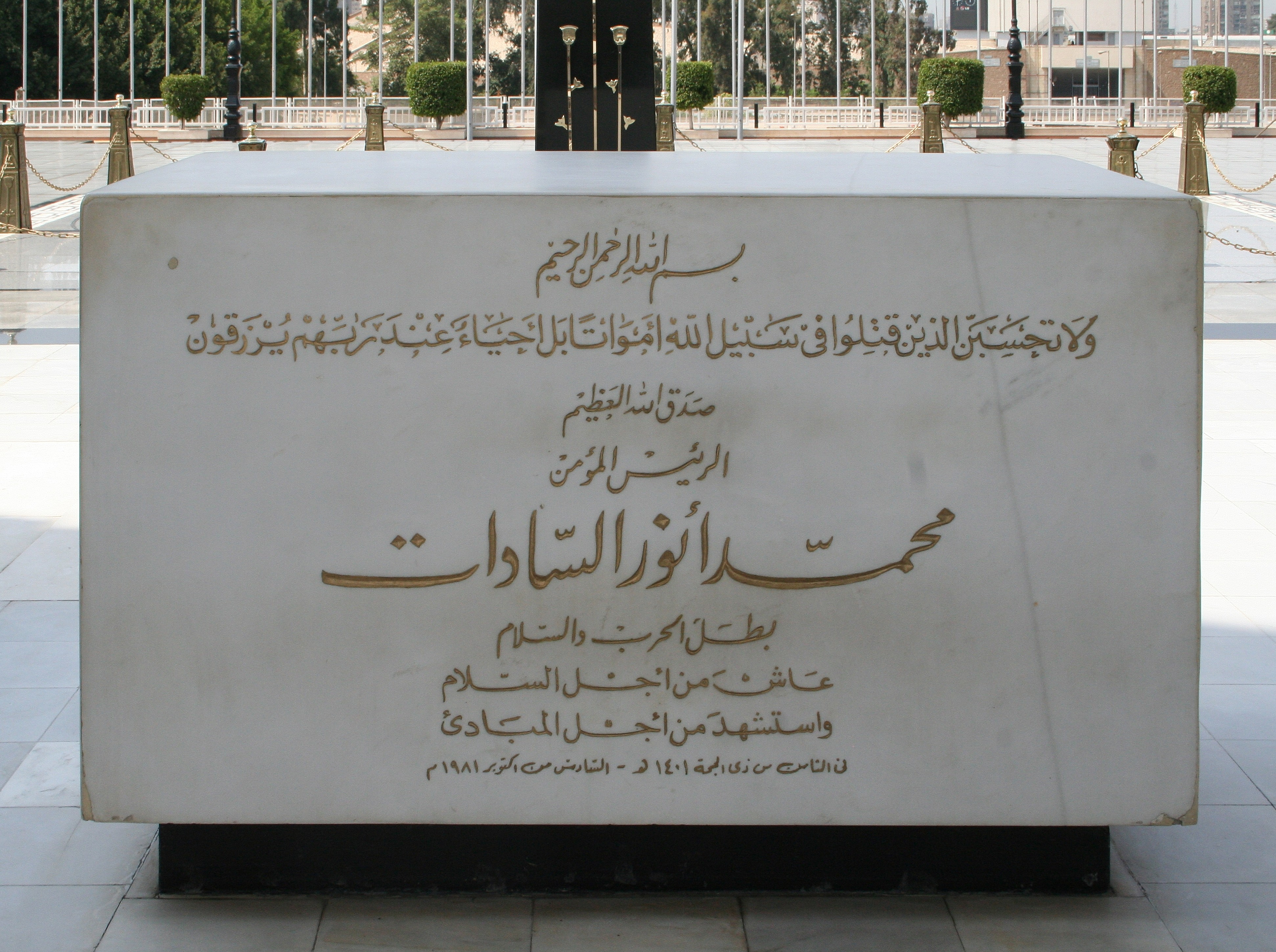
Gegenüber der Tribüne gelegenes Grabmal von Anwar as-Sadat
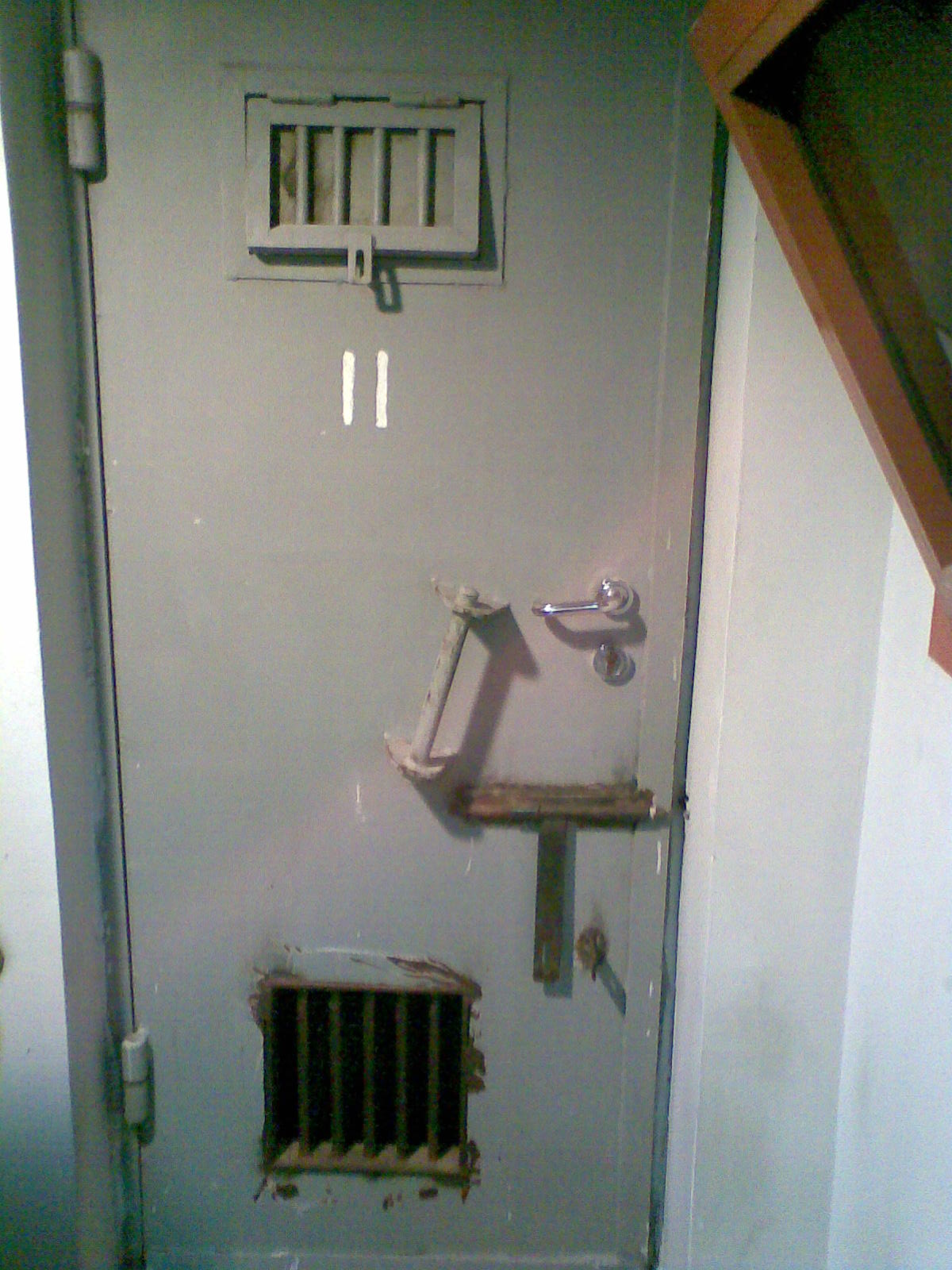
Eine der unterirdisch gelegenen Gefängnis-Zellen der Staatssicherheit in Nasr-City
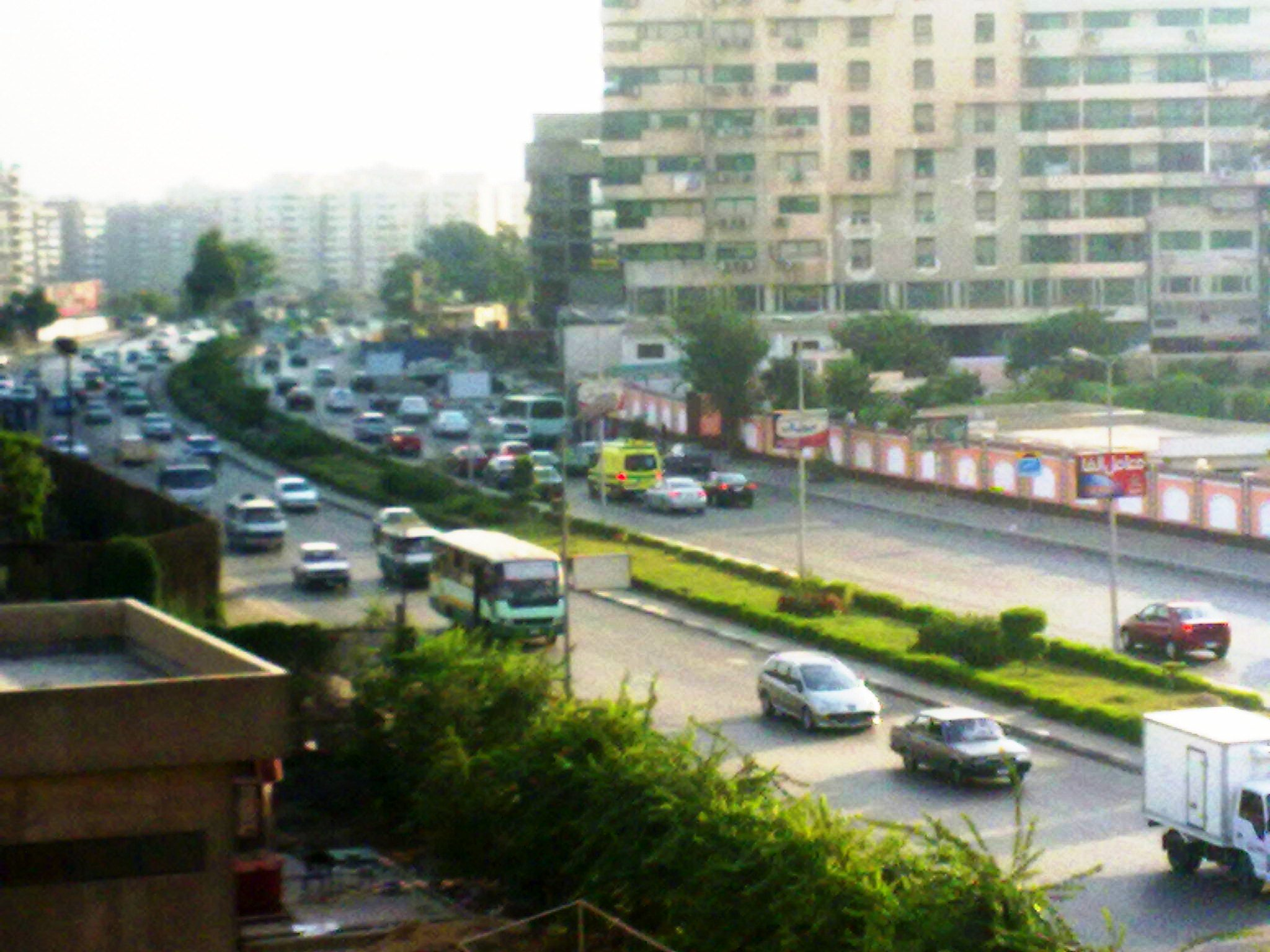
Nasr-City-Autostrade

### 2./3. Juli

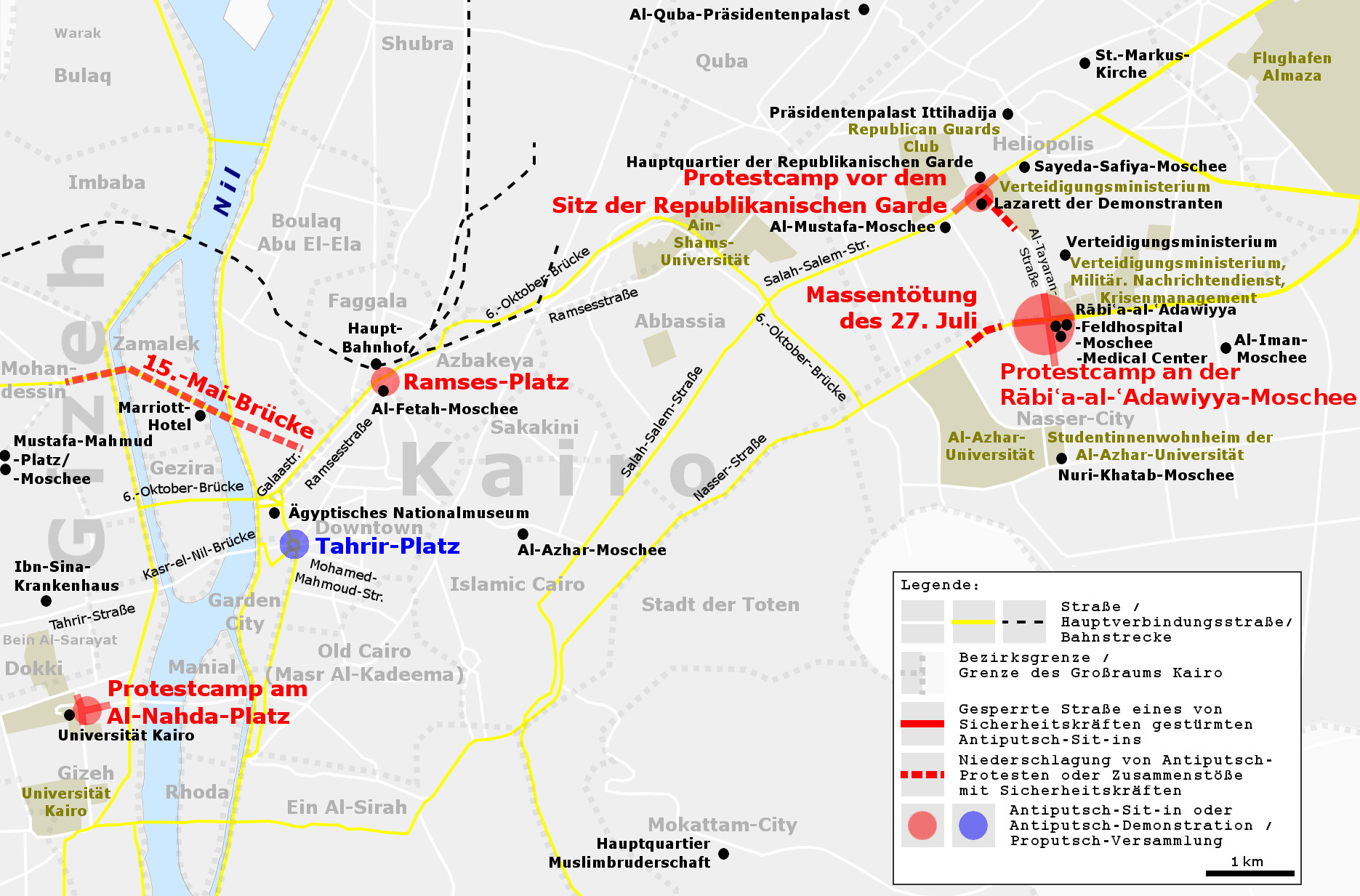
Ausgewählte Orte im Zusammenhang mit blutig niedergeschlagenen Protesten von Pro-Mursi-Demonstranten (rot) in Kairo nach dem Militärputsch vom 3. Juli 2013:
8. Juli: Protestcamp auf dem Gelände der Republikanischen Garde
27. Juli: Protestcamp vor der Rābiʿa-al-ʿAdawiyya-Moschee
14. August: Protestcamps vor der Rābiʿa-al-ʿAdawiyya-Moschee und am Al-Nahda-Platz
16. August: Ramses-Platz und 15.-Mai-Brücke
6. Oktober: u. a. Märsche von Dokki und Ramses-Platz (mit Al-Fetah-Moschee) zum Tahrir-Platz

Bereits vor Ablauf des 48-stündigen Militärultimatums am 3. Juli, das den Militärputsch vom 3. Juli einleitete, hatten sich tausende Unterstützer der Regierung Mursi vor der Universität Kairo versammelt, um gegen das vom Militär gestellte Ultimatum zu protestieren, worauf es zu „schweren Zusammenstößen zwischen Anhängern Mursis und Sicherheitskräften“ gekommen war. Allein bei einem einzigen Vorfall in der Nähe der Universität Kairo kamen dabei 16 Menschen in der Nacht auf den 3. Juli ums Leben. Nachdem das vom Militär gesetzte Ultimatum am 3. Juli 2013 abgelaufen war, riegelten Militäreinheiten die Kaserne, in die sich Mursi zurückgezogen hatte, mit Barrieren und Stacheldraht ab. Das Militär übernahm die Macht in Ägypten, setzte die Verfassung außer Kraft und umzingelte den Präsidentenpalast mit Armeepanzern. Der von der Armeeführung festgenommene und abgesetzte Staatspräsident Mursi wurde Angaben aus der Muslimbruderschaft zufolge in den Kasernen der Republikanischen Garde im Kairoer Stadtteil Heliopolis festgehalten. In den Vierteln Nasr-City, Heliopolis und nahe der Universität kam es zu einem massiven Truppenaufgebot. Pro-Mursi-Demonstrationen in Kairo wurden mit Dutzenden Panzern abgeriegelt.

### 5. Juli
Als am 5. Juli der einen Tag zuvor vom Militär als Interimspräsident eingesetzte Adli Mansur vereidigt wurde und in seinem ersten Dekret das bisherige Parlament, den Shura-Rat, auflöste, in dem Muslimbrüder und Salafisten eine gewählte Zweidrittelmehrheit besaßen, kampierten auf dem Gelände rund um die Rābiʿa-al-ʿAdawiyya-Moschee im Stadtteil Nasr-City weiterhin zu tausenden Pro-Mursi-Demonstranten. Am selben Tag schossen Elitesoldaten vor dem nahegelegenen Hauptquartier der Republikanischen Garden in Heliopolis auf die Anhänger des gestürzten Präsidenten, wobei vier Mursi-Anhänger nach offiziellen Angaben getötet wurden, als Demonstranten versuchten, Porträts des gestürzten Präsidenten Mursi dort aufzuhängen. Seit dem 5. Juli versammelten sich in der Folge vor dem Hauptquartier der Republikanischen Garde Protestteilnehmer und kampierten in Zelten, um für die Freilassung Mursis zu demonstrieren, da Gerüchte besagten, dass der vom Militär gestürzte Präsident dort festgehalten werde.

### 8. Juli
Am 8. Juli erschossen ägyptische Sicherheitskräfte über 50 Mursi-Anhänger, die laut offizieller Darstellung das Gebäude der Republikanischen Garde in Kairo stürmen wollten, in dem Mursi festgehalten werden sollte. Nach westlichen Angaben handelte es sich dagegen um einen koordinierten Überfall der Sicherheitskräfte auf größtenteils friedliche Zivilisten, um das bis dahin „blutigste staatlich geführte Massaker seit dem Sturz von Husni Mubarak“ und um „einen der blutigsten Vorfälle in der jüngeren Geschichte Ägyptens“. Die ultrakonservative Partei des Lichts der radikal-islamistischen Salafisten, die bis dahin auf Seiten der Anti-Mursi-Allianz stand, erklärte daraufhin ihren Rückzug aus den Verhandlungen über eine Übergangsregierung und begründete die Entscheidung als Reaktion auf das „Massaker“.

### 15./16. Juli
Mit dem Beginn des Fastenmonats Ramadan am 10. Juli nahmen die Protestaktionen zunächst ab, eskalierten jedoch in der Nacht vor der Vereidigung der Übergangsregierung vom 16. Juli nach einer Woche relativer Ruhe erneut, als es bei Demonstrationen zu Zusammenstößen mit Sicherheitskräften kam und sieben Menschen, sämtlich Mursi-Anhänger, ums Leben kamen. Seit dem Militärputsch gegen Staatspräsident Mursi waren zu diesem Zeitpunkt innerhalb von zwei Wochen mindestens 92 Menschen getötet worden. Bei der Vereidigung der nicht gewählten, militärgestützten und anti-islamistischen Übergangsregierung erhielt der Kommandeur der Streitkräfte Sisi deutlich mehr Befugnisse und einen einflussreichen Posten in der Übergangsregierung als erster Stellvertreter von Interims-Ministerpräsident Hasim al-Beblawi. Damit verdichteten sich die Hinweise, dass das Militär eine stärkere politische Rolle einnehmen werde als nach westlicher Darstellung erwartet worden war.
An der neuen Übergangsregierung war keine der beiden islamistischen Parteien mehr beteiligt, welche seit dem Volksaufstand von 2011 gemeinsam die erstmals freien Wahlen Ägyptens gewonnen hatten (darunter zwei Parlamentswahlen, eine Präsidentenwahl sowie zwei Verfassungsreferenden) und aufgrund dessen zusammen vor dem Putsch rund drei Viertel der Sitze im Parlament eingenommen hatten.

### 19./20. Juli
Am 19. Juli 2013 kamen offiziellen ägyptischen Angaben zufolge mindestens drei Frauen bei „Zusammenstößen“ (Daily News Egypt) zwischen Befürwortern und Gegnern des gestürzten Präsidenten Mursi in Mansura ums Leben. Befürworter Mursis waren in Daqahliyya/Mansura auf die Straße gegangen, um an Protestmärschen gegen den Putsch teilzunehmen, zu denen die Muslimbruderschaft in allen Gouvernements aufgerufen hatte. Die Protestmärsche, auf denen Parolen gegen das Militär skandiert wurden, starteten vor dem Stadium der Universität Mansura und bewegten sich auf die Al-Teraa-Straße zu, wo es zu den „Zusammenstößen“ kam. Während die Behörden den Tod von drei Frauen (Hala Mohamed Abu Sheshaa, Islam Ali Abdul Khaleq und Amal Farahat) bestätigten, während die Muslimbruderschaft und die staatliche Zeitung Al-Ahram von einer vierten und als Ferial Ismail identifizierten Getöteten berichteten. Die National Coalition to Support Legitimacy (NCSL), eine Koalition islamistischer Parteien gegen den Putsch und zur Unterstützung des gestürzten Präsidenten, beschuldigte sowohl „Schläger des früheren [Mubarak-]Regimes“ als auch Sicherheitskräfte, die vier Frauen getötet und 200 Menschen verletzt zu haben. Berichten zufolge sollen „Schläger“ bis zum Morgen des 20. Juli an den Auseinandersetzungen beteiligt gewesen sein. Die Jugendbewegung des 6. April in Daqahliyya veröffentlichte am 19. Juli eine Stellungnahme, in der sie die Zusammenstöße verurteilte. Die Jugendbewegung des 6. April wies das – wie sie es nannte – „Framing des Vorfalls durch die Medien als Zusammenstöße zwischen Demonstranten und Unterstützern“ zurück und betonte, dass er sich „tatsächlich zwischen Mursi-Unterstützern und Schlägern des früheren Regimes“ abgespielt hatte. Die Stellungnahme der 6.-April-Bewegung verkündete weiter: „Wir betonen unsere Zurückweisung der Forderungen der Demonstranten, den gestürzten Präsidenten Mursis wieder in sein Amt zu setzen, aber wir lehnen auch Angriffe auf sie ab“. Die Stellungnahme forderte weiter: „Unsere politischen Konflikte dürfen nicht unsere Humanität töten.“ Die Jugendbewegung erklärte auch Führer der Muslimbruderschaft für die „Zusammenstöße“ verantwortlich, weil diese abgelehnt hätten, die Roure der Protestmärsche zu ändern, obwohl sie gewusst hätten, dass dort „Schläger“ auf sie gewartet hätten.

### 24. bis 26. Juli
Nachdem Armeeführung und Innenministerium mehrfach angekündigt hatten, die Protestcamps der Muslimbrüder in Kairo räumen zu wollen, mit denen diese seit Wochen gegen Mursis Amtsenthebung demonstrierten, rief Militärchef Sisi die Bevölkerung am 24. Juli auf, in „Millionenzahl“ auf die Straße zu gehen, um den Streitkräften ein „Mandat zur Bekämpfung des Terrors“ zu verleihen. Am 26. Juli folgten Hunderttausende Menschen dem Aufruf von Armeechef Sisi, für die Armee auf die Straße zu gehen und ihr so ein Mandat zur Bekämpfung von „potenziellem Terrorismus“ zu geben. Panzer sicherten die Zugänge zum Tahrir-Platz. Über den jubelnden Massen auf dem Tahrir-Platz kreisten den gesamten Tag hinweg Militärhubschrauber. Es wurden Plakate verteilt mit dem Bild Sisis und der Aussage: „Ich ermächtige das Militär und die Polizei dazu, gegen den Terrorismus zu kämpfen.“ Plakate und Transparente der Demonstranten konnten als Billigung eines harschen Vorgehens der Sicherheitskräfte gegen die pauschal als Terroristen dargestellten Muslimbrüder aufgefasst werden.
Sisi berief sich in der Folge bei der Bekämpfung der Pro-Mursi-Proteste mehrfach auf die Massendemonstration vom 26. Juli am Tahrir-Platz als angebliches „Mandat“ des Volkes für das Vorgehen des Militärs. Kritiker sahen in dem angeblichen Mandat „zur Bekämpfung des Terrors“ eine verdeckte Drohgebärde gegenüber den Protestteilnehmern in den Protestlagern und als euphemistischen Vorwand für eine Operation gegen weitgehend friedliche Demonstranten, die seit dem Sturz Mursis durch das Militär mit Sitzblockaden und Protestmärschen in mehreren ägyptischen Städten demonstrierten, darunter auch im Rābiʿa-al-ʿAdawiyya-Protestlager.
Die Muslimbruderschaft und andere islamistische Gruppen riefen zu einer Kundgebung gegen den „blutigen Militärputsch“ in der Nähe ihres Protestcamps im Stadtteil Nasr-City auf, um den gleichzeitig stattfindenden Protesten von Unterstützern des Militärs vom 26. Juli entgegenzutreten. Vor der Rābiʿa-al-ʿAdawiyya-Moschee, dem Zentrum der Pro-Mursi-Proteste, versammelten sich die Menschen und riefen Parolen wie: „Weg mit Sisi! Mursi ist mein Präsident!“
Auf dem Sphinx-Platz im Kairoer Stadtteil Giza protestierte am 26. Juli die kleine Gruppe des „Dritten Platzes“ mit rund 100 Demonstranten, die sich weder mit den Unterstützern des abgesetzten Präsidenten Mursi vor der Rābiʿa-al-ʿAdawiyya-Moschee, noch mit den Anhängern des Militärchefs Sisi auf dem Tahrir-Platz identifizierten. Sie protestierten dagegen, dass der Militärchef Sisi „unter dem Deckmantel der Terrorismusbekämpfung Ägypter töten will“ und skandierten Parolen wie „Nieder mit Mursi, nieder mit Sisi“.
Die Armeeführung stellte der Muslimbruderschaft unter dem Titel „Die letzte Chance“ ein 48-Stunden-Ultimatum. Entweder sie trete bis zum Abend des 26. Juli „dem Start der Nation in die Zukunft“ bei und beteilige sich an dem sogenannten „Versöhnungsprozess“ oder die Militärführung werde die bisherige Strategie im Umgang mit Terror und Gewalt in eine härtere Gangart ändern.

## Ablauf und Opfer

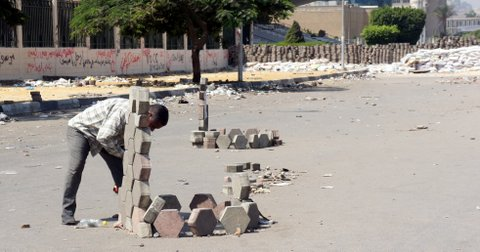
Mit Pflastersteinen sind Stellen markiert, an denen im Juli Demonstranten getötet worden waren (12. August 2013).

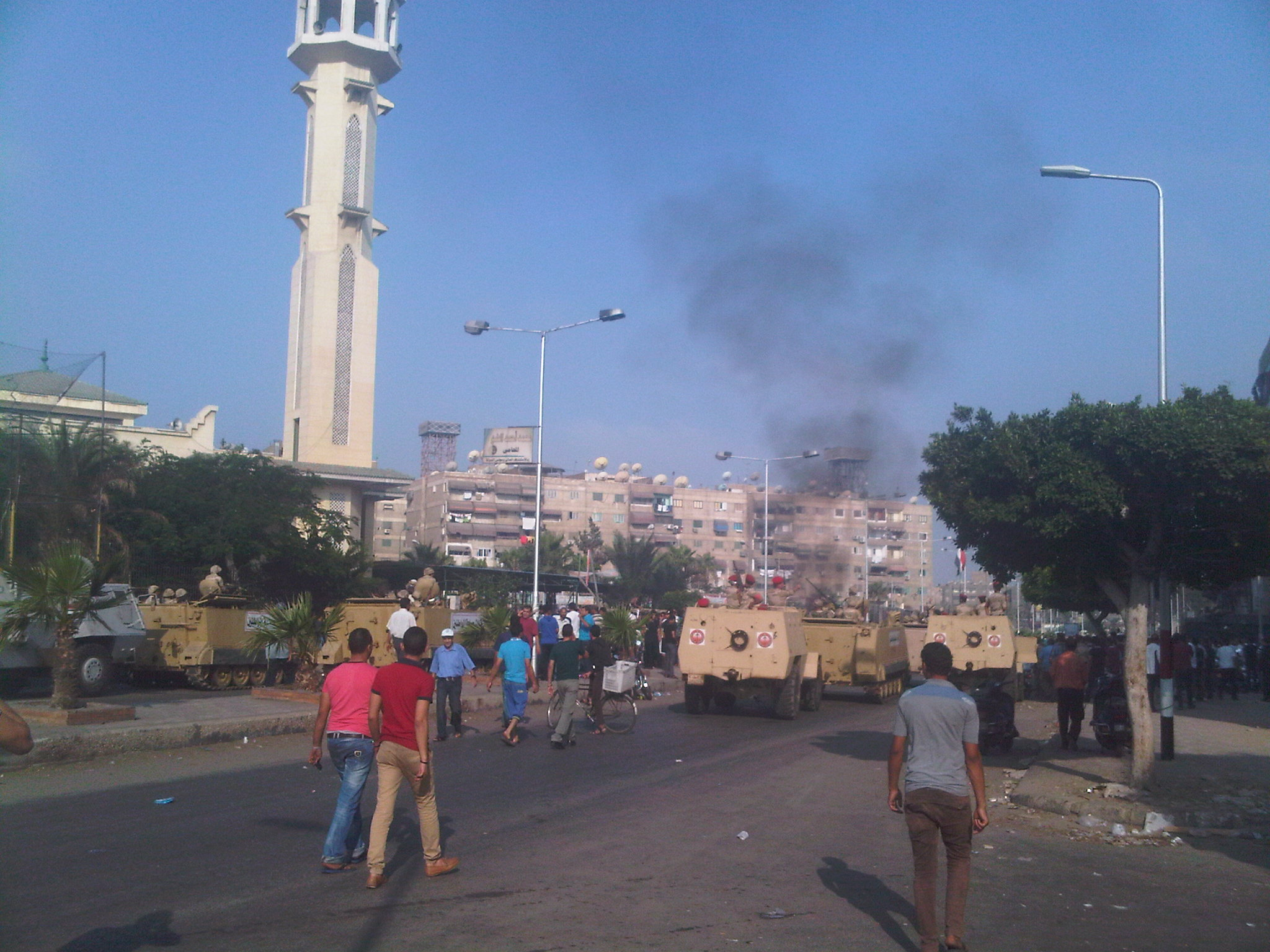
Szene nach dem Brand der Bühne der Muslimbruderschaft vor der Moschee in Port Said (28. Juli 2013)

In der Nacht vom 26. auf den 27. Juli gingen Sicherheitskräfte, viele von ihnen in Zivil, acht Stunden lang gewaltsam gegen Pro-Mursi-Demonstranten im Protestcamp am Rābiʿa-al-ʿAdawiyya-Platz nahe der Rābiʿa-al-ʿAdawiyya-Moschee in Nasr-City vor, einem als Zentrum der Muslimbruderschaft geltenden Stadtteil Kairos. die zuvor von Soldaten eingekesselt worden waren. Nach Augenzeugenberichten sollen sich auch lokale Anwohner an den Gefechten beteiligt haben. Scharfschützen zielten von umliegenden Dächern herunter auf die Menschen. Fotos und Videos zeigten vermummte Mitglieder der schwarz gekleideten Spezialeinheiten sowie zivile Scharfschützen, die gezielt auf die Demonstranten feuern. Einige Medien beschrieben das Ereignis als Zusammenstöße von Sicherheitskräften und bewaffneten Männern in Zivilkleidung einerseits und Mursi-Unterstützern im Protestlager vor der Rābiʿa-al-ʿAdawiyya-Moschee in Kairo andererseits. Bei den Todesopfern handelte es sich um Anhänger von Präsident Mursi, die bei den Zusammenstößen von Polizisten getötet wurden.
Nach einer Stellungnahme der Muslimbruderschaft vom 27. Juli beziehungsweise nach Augenzeugenberichten soll die Gewalt begonnen haben, nachdem Sicherheitskräfte in den frühen Morgenstunden (je nach Bericht um zwei Uhr, nach späteren kurz nach Mitternacht) zunächst Tränengas in die Menge von Pro-Mursi-Demonstranten in Nasr-City geschossen habe, um sie auseinanderzutreiben, die Menge dann aber (nach einigen Angaben um 1 Uhr) mit scharfer Munition beschossen habe. Anfängliche Berichte verwiesen darauf, dass die Gewalt ausbrach, nachdem Unterstützer Mursis versuchten, die in der Nähe ihres Protestcamps vorbeiführende Hauptverbindungsstraße 6.-Oktober-Brücke zum Flughafen über Nacht zu blockieren und somit eine Reaktion des Militärs hervorriefen.
Dabei starben nach staatlichen Angaben mindestens 82 Menschen, nach Angaben von Ärzten und Muslimbruderschaft weitaus mehr. Ärzte im Feldlazarett des großen Pro-Mursi-Protestlagers in Nasr-City gaben an, dass mindestens 200 Protestierende getötet und 4500 verletzt wurden, die meisten davon durch versuchte Todesschüsse. Innenminister Mohamed Ibrahim erklärte auf einer Pressekonferenz am 27. Juli, es seien 14 Polizisten und 37 Soldaten verletzt worden, zwei Beamte durch Schüsse in den Kopf. Nach einer von 13 ägyptischen und internationalen Menschenrechtsorganisationen – darunter Amnesty International, Human Rights Watch und das Cairo Institute for Human Rights Studies, unterzeichneten Erklärung vom 10. Dezember 2013 wurden auf der Nasr-Straße in Kairo am 27. Juli 2013, unter Einsatz der Polizei, 95 Demonstranten und ein Polizeibeamter getötet, ohne dass eine Untersuchung wegen Fehlverhaltens der Polizei vorgelegt wurde. Nach Angabe der als unabhängig geltenden Website Wiki Thawra ergibt sich für die Al-Nasr-Straße-Auseinandersetzungen vom 27. Juli eine Zahl von 109 Todesopfern.
Nach Angaben der Sanitäter starben zahlreiche der Opfer durch gezielte Kopfschüsse. Die Menschenrechtsorganisation Human Rights Watch, die selbst mit Vertretern im Feldlazarett vor Ort war, als viele der Tote und Verwundeten dort eingeliefert wurden, erklärte nach dem Blutbad, dass rund 80 Prozent der Opfer mit gezielten Schüssen in Kopf und Brust erschossen wurden. Laut Human Rights Watch bestätigten sowohl Videomaterial als auch Augenzeugen die Erschießung vieler Opfer durch Schüsse in Kopf oder Brust. Bereits am 27. Juli war berichtet worden, dass nach der Stellungnahme der Muslimbruderschaft fast alle der Opfer – deren Anzahl zu diesem Zeitpunkt nach Angaben der Einsatzkräfte vor Ort mindestens 75, nach anderen Quellen 120 betrug – durch gezielte Kugeln in Kopf, Hals oder Brust getötet worden sein sollen. Mehrere der Getöteten wiesen Verletzungen an Kopf und Brust auf, die auf Scharfschützen hindeuten. Verschiedene der von Human Rights Watch interviewten Ärzte gaben an, das die Winkel der Schusswunden darauf hinwiesen, dass die Opfer von oben herab erschossen worden waren. Mehrere Opfer erlitten zudem Brustbein- und Rippen-Frakturen, die mit dem Einsatz von Wasserwerfern aus nächster Nähe in Einklang stehen. Dutzende Opfer wiesen nach den Berichten von Ärzten Verletzungen an den Atemwegen auf, die darauf hindeuten, dass das eingesetzte Tränengas entsprechend modifiziert war. Polizeibeamte in Uniform konnten dabei beobachtet werden, wie sie auf Mursi-Anhänger zielten, ohne für sich selbst Deckung zu suchen, so dass offensichtlich ist, dass sie kein Gegenfeuer befürchteten. Nadim Houry, stellvertretender Leiter von Human Rights Watch für den Nahen Osten und Nordafrika, wertete es als unvorstellbar, dass es ohne die Absicht zu töten so viele Tote gegeben hätte.
In Alexandria kam es in der Nacht auf den 27. Juli ebenfalls zu schweren Auseinandersetzungen, die auch am 27. Juli anhielten. Dabei wurden nach ersten Angaben mindestens zehn Menschen getötet und viele Dutzend verletzt. Eine 200-köpfige Gruppe von Mursi-Anhängern, darunter auch Frauen und Kinder, wurden von bewaffneten Schlägern stundenlang in einer Moschee eingeschlossen.
Weniger als zwölf Stunden nach der Massentötung saßen bereits wieder Mursi-Anhänger hinter einer selbst aufgetürmten Mauer am Denkmal des Unbekannten Soldaten. Im Rabija-al-Adawija-Protestcamp hatten die Protestteilnehmer bis zum 27. Juli bereits sieben aufeinanderfolgende Steinringe als Mauern errichtet, die von der Zeltstadt weg die Nasr-Straße versperrten.
Am 28. Juli übertrug Interims-Präsident Adli Mansur, der selbst nach dem Putsch vom Militär als Übergangspräsident eingesetzt worden war, Interims-Ministerpräsident Hasim al-Beblawi per Dekret die Befugnis, dem Militär neue Kompetenzen im Umgang mit politischen Aktivisten zu geben. So konnte er in der Folge dem Militär die Verhaftung von Zivilisten erlauben, womit eine Beteiligung der Armee an den seit Wochen angekündigten Räumungsaktionen der Protestlager erleichtert wurde. Gemäß der Verfügung Mansurs konnte Beblawi neu Anweisungen an die Armee erteilen und deren Umsetzung direkt der Verantwortung der Generäle übertragen. Zudem erhielt Beblawi spezielle Aufsichtskompetenzen über die Streitkräfte. In Fällen, welche die Staatssicherheit betreffen, sollte er Amnestien erlassen und Strafen abschwächen können. Des Weiteren konnte Beblawi einen Richter berufen, der die Maßnahmen der Streitkräfte untersucht und Klagen gegen die Armee prüft. Die Ausweitung der Militärkompetenzen stützte sich auf die in der Übergangsverfassung erwähnten Punkte zur Wiedereinführung des Notstandsrechts.
In der Nacht vom 27. auf den 28. und am 28. Juli kam es nach Medienangaben zwischen Unterstützern Mursis und Anwohnern zu teilweise tödlichen Auseinandersetzungen, wie in Port Said und Mahalla, wo Mursi-Unterstützer Begräbnisse von Mitgliedern der Muslimbruderschaft besucht hatten, die am 26. Juli bei dem Vorfall in der Nähe von Rābiʿa-al-ʿAdawiyya getötet worden waren. Zudem löste eine Gruppe von Anwohnern ein Sit-in von Mursi-Unterstützern bei der Tawheed-Moschee in Port Said gewaltsam auf, wobei Dutzende Mursi-Unterstützer innerhalb der Moschee gefangen und erst durch Einsatz des Militärs nach stundenlanger Auseinandersetzung befreit wurden. Auch aus Helwan bei Kairo wurde am 28. Juli von Auseinandersetzungen zwischen Pro-Mursi-Demonstranten und Anwohnern berichtet. In Minufiya setzten Mursi-Gegner nach Angabe der staatlichen Nachrichtenagentur MENA die Zentrale der Muslimbruderschaft in Brand.

## Reaktionen

### Muslimbruderschaft und Anti-Putsch-Allianz
Die Muslimbruderschaft verurteilte das Vorgehen der Sicherheitskräfte gegen das Protestcamp als „Massaker“. Sie kündigten an, die Protestlager bis zur Freilassung des demokratisch gewählten Präsidenten aus der Untersuchungshaft besetzt zu halten. Im Protestlager der Mursi-Anhänger vor der Rābiʿa-al-ʿAdawiyya-Moschee harrten auch nach dem Blutbad noch Tausende Protestteilnehmer aus, umstellt von Hunderten Soldaten und Polizisten, die ausländische Journalisten vom Lager fernzuhalten versuchten. Der Sprecher der Muslimbrüder, Gehad al-Haddad, warf Sisi vor, „klare, vorher beschlossene Mordbefehle“ an die Sicherheitskräfte ausgegeben zu haben.
Am 1. August wiederholte die Anti-Putsch-Prodemokratie-Allianz ihren Aufruf zu einem friedlichen Massen-Sit-in unter dem Motto „Ägypten gegen den Putsch“ für den 2. August. Die Gruppe, die den Sturz des Präsidenten Mursi durch das Militär ablehnte, versprach einem von der Übergangsregierung angeordneten scharfen Vorgehen zu trotzen, wie es das Innenministerium der Übergangsregierung am 1. August gegen die Sit-ins am Nahda-Platz und an der Rābiʿa-al-ʿAdawiyya-Moschee angekündigt hatte. Die Allianz fügte in einer Stellungnahme hinzu, sie „übertrage den Putschführern die volle Verantwortung für jegliche Gewaltakte und alle Tötungen“ und „das ägyptische Volk“ wisse gut, „nachdem ein Monat seit dem blutigen Putsch vergangen ist, und nach mehreren Massakern, wer die Terroristen sind, die betende oder fastende Menschen und die Frauen und Kinder getötet habe.“

### Übergangsregierung und ägyptische Medien
Die militärgestützte ägyptische Übergangsregierung bestritt, dass die Polizei scharf auf die seit dem Militärcoup in dem Protestlager versammelte Menge geschossen habe. Interims-Innenminister Ibrahim erklärte auf einer Pressekonferenz am 27. Juli, die Polizei habe nicht mit dem Schießen begonnen, sondern sei angegriffen worden. Die Polizei habe lediglich Tränengas eingesetzt. Medien zitierten ihn mit Aussagen von der Pressekonferenz wie „Wir, die Polizei, haben nie irgendeine Schusswaffe auf die Brust irgendeines Demonstranten gerichtet“ oder „Wir haben nie und werden nie einen einzigen Schuss auf einen Ägypter abgeben“. Die Übergangsregierung gab an, die Sicherheitskräfte hätten dagegen versucht, rivalisierende Seiten daran zu hindern, gegeneinander zu kämpfen, wobei auch acht Sicherheitsbeamte verletzt worden seien. Der Einsatz der Wasserwerfer habe den Menschen lediglich Abkühlung vor der Sommerhitze verschaffen sollen. Auf die hohe Zahl der Erschossenen ging der verantwortliche Innenminister Ibrahim auf seiner Pressekonferenz nicht ein. Er machte die Muslimbrüder für die Gewalt verantwortlich: „Es war ein Trick der Muslimbruderschaft, um einen Zwischenfall zu provozieren und Sympathien für sich zu gewinnen.“
Gleichzeitig drohte die Übergangsregierung mit der Räumung des Protestlagers. Sie kündigte an, die Sitzblockaden „im Rahmen des Gesetzes“ zu stoppen. Innenminister Mohamed Ibrahim erklärte am Morgen des 27. Juli, er habe die Entscheidung, die wochenlangen Pro-Mursi-Sitzblockaden vor der Rābiʿa-al-ʿAdawiyya-Moschee zu beenden, getroffen, nachdem sich lokale Anwohner über die fortdauernde Anwesenheit der islamistischen Demonstranten und gegen die Protestlager beschwert hätten. Es werde, so Ibrahim, „bald Entscheidungen der Staatsanwaltschaft geben“. Ibrahim unterstrich, es gebe zahlreiche Beschwerden von Anwohnern rund um das Zeltareal bei der Rābiʿa-al-ʿAdawiyya-Moschee und dem Nahda-Platz vor der Kairo Universität in Gizeh. Man werde die beiden Pro-Mursi-Lager auf legale Weise, „bald und mit möglichst wenig Verlusten zu einem Ende bringen“. Auch stellte Ibrahim in Aussicht, dass die Überwachungspolizei für politische und religiöse Angelegenheiten reaktiviert werden könnte, die unter Husni Mubarak unter anderem zuständig für die Folter von Islamisten gewesen war.
Weniger als 24 Stunden nach der Massentötung wurde Armeechef Sisi auf einer im Fernsehen übertragenen Abschlussfeier der nationalen Polizeischule am 28. Juli mit stehenden Ovationen geehrt. Innenminister Ibrahim bezeichnete ihn als „Ägyptens hingebungsvollen Sohn“ und versprach einer jubelnden Menge, dass er „das Mandat des Volkes“ akzeptieren würde, den „Terrorismus“ in einem militärisch geführten „Neubeginn“ zu bekämpfen.

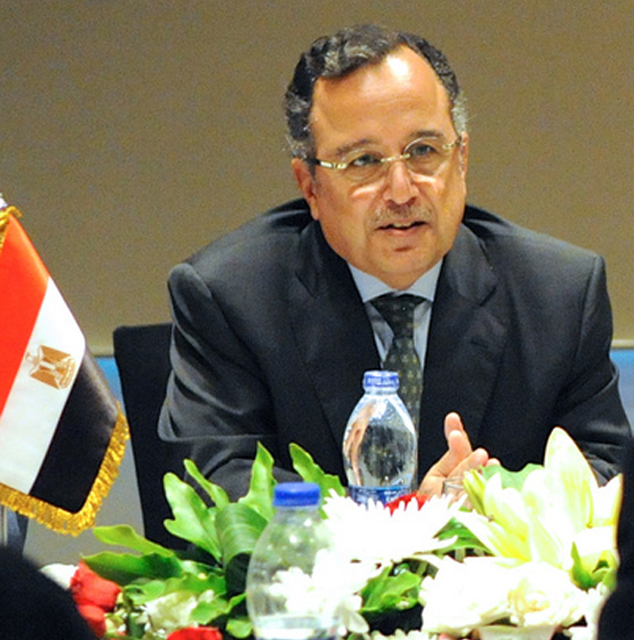
Interims-Außenminister Nabil Fahmy

Interimsaußenminister Nabil Fahmy nannte die Absetzung Mursis und das weitere Vorgehen der Sicherheitskräfte eine „friedliche Revolution“ gegen ein drohendes islamistisches Regime unter Mursi. Die Bezeichnung „Militärputsch“ lehnte er für die Ereignisse des 3. Juli 2013 in Ägypten ab.
Auch international bekannte Liberale wie Friedensnobelpreisträger Mohammed el-Baradei – Vizepräsident der Übergangsregierung seit dem 9. Juli 2013 – hielten sich nach Einschätzung von Raniah Salloum (Der Spiegel) zunächst mit Widerspruch gegen das Vorgehen der Sicherheitskräfte zurück (27. Juli). In den nächsten Tagen verurteilte el-Baradei die Gewaltanwendung als „übertriebene Gewalt“ und forderte eine friedliche Lösung. Er twitterte, „es wird höchste Zeit, dass wir den miserablen Zustand der Polarisierung durch den Einsatz von Vernunft beenden.“. Am 14. August 2013 trat er schließlich aus Protest gegen die Politik der Gewaltanwendung zurück. Damit beklagte er als einziger aus der neuen ägyptischen Führung den „Einsatz von unverhältnismäßiger Gewalt und den Tod der Opfer“, ohne allerdings die Verantwortlichen eindeutig zu benennen.
Am Morgen nach den Massentötungen im Sit-in vor der Rābiʿa-al-ʿAdawiyya-Moschee unterließen es die meisten ägyptischen Fernsehsender und Zeitungen, über die Todesopfer zu berichten oder beschuldigten alleinig die Muslimbruderschaft der Verantwortung und bejubelten Sisi, dass er eine „tapfere“ Arbeit leiste. Die Staatsmedien betrieben zu diesem Zeitpunkt eine Dämonisierung des Pro-Mursi-Protestcamps am Rābiʿa-al-ʿAdawiyya-Platz. Die Teilnehmer des Protestcamps wurden als ausländische Agenten dargestellt oder als „folternde Bestien, die im Müll hausen“. Das ägyptische Staatsfernsehen behauptete, unter der Rednertribüne am Rābiʿa-al-ʿAdawiyya-Platz, wo sich eine Gemeinschaftsküche der Demonstranten befand, seien Waffenlager, Foltertunnel oder ausländische Terroristen versteckt.
In den folgenden Tagen verschärfte die Übergangsregierung ihr Vorgehen gegen die Anhänger des entmachteten Staatspräsidenten und erklärte die Pro-Mursi-Proteste für illegal. Innenminister Mohammed Ibrahim stellte eine baldige Räumung der islamistischen Protestlager in Aussicht. Am 28. Juli bekräftigte er bei einer Abschlusszeremonie für Polizeischüler in Kairo: „Wir werden es keinen verrückten, gehässigen Leuten erlauben, den Frieden zu stören.“ Ibrahim, der bereits unter Mubarak aufgestiegen und für Ägyptens Gefängnisse verantwortlich gewesen war und der es als Fehler bezeichnet hatte, dass Mubaraks Sicherheitsapparat nach der Revolution von 2011 aufgelöst wurde, verkündete Stunden nach dem Blutbad vom 27. Juli, dass etliche jener Abteilungen des Staatssicherheitsdienstes bereits wieder arbeiten, die nach der Revolution abgeschafft worden waren, und plante die Reaktivierung der nach dem Sturz Mubaraks offiziell abgeschafften politischen Polizei. Einen Tag später warnte selbst die militärtreue Tamarod-Kampagne, die die Massenproteste vom 30. Juni 2013 gegen Mursi initiiert hatte, vor einer Rückkehr des berüchtigten Staatssicherheitsapparates, dessen angebliche Abschaffung im Jahr 2011 nach Einschätzung von Vertretern der Menschenrechtsorganisation Human Rights Watch lediglich als ein Täuschungsmanöver eingeschätzt wurde. Am 28. Juli forderte Militärchef Sisi zum wiederholten Male, die Demonstranten sollten sich umgehend zerstreuen und berief sich erneut auf die Massendemonstration auf dem Tahrir-Platz vom 26. Juli als angebliches „Mandat“ für ihn, gegen den „schwarzen Terror“ – eine neue Terminologie für die Muslimbrüder – vorzugehen.
Das Interimskabinett erklärte am 31. Juli, das seit dem Sturz Mursis Anfang Juli von seinen Anhängern besetzte Protestlager auf offener Straße stelle eine Gefahr für die öffentliche Sicherheit dar. Die Übergangsregierung gab an, von den Protestlagern würden „terroristische Akte“ ausgehen. Der Minister für Information Doria Sharaf Al-Din sagte am 31. Juli: „Die Fortdauer des gefährlichen Status des Nahda- und des Rābiʿa-Sit-ins und die resultierenden terroristischen Akte und Straßenblockaden ist inakzeptabel.“ In einer im Fernsehen übertragenen Erklärung wurde verkündet: „Die Regierung hat beschlossen, alle Maßnahmen zu ergreifen, um diese Risiken zu beenden“. Das Kabinett habe den Innenminister angewiesen, tätig zu werden. Am 1. August forderte das Innenministerium die Anhänger des gestürzten Präsidenten in einer im Staatsfernsehen verlesenen Erklärung auf, ihre Protestcamps in Kairo gegen sicheres Geleit zu verlassen. Das Innenministerium erklärte, dass die Polizei mit der Auflösung der Sit-ins am Nahda-Platz und an der Rābiʿa-al-Adawija-Moschee beginnen werde. Den Medien gegenüber erklärte das Innenministerium, es existiere kein konkreter Termin für die Räumung der Lager.
Die Protestierer in den Camps verhielten sich ruhig und trafen Vorbereitungen zur Abwehr von Räumungsversuchen. Beim Lager Rābiʿa-al-ʿAdawiyya räumten sie die Straßen vom Müll, um Rettungsfahrzeugen die Anfahrt zu erleichtern. Sie stellten mit Sand gefüllte Eimer zum Löschen von Tränengas-Granaten bereit und stapelten hinter Barrikaden aus Ziegeln und Sandsäcken Steine auf, um sie als Wurfgeschosse einsetzen zu können.

### Haltung der US-Regierung und Reaktionen auf Kerrys Militärlob vom 1. August

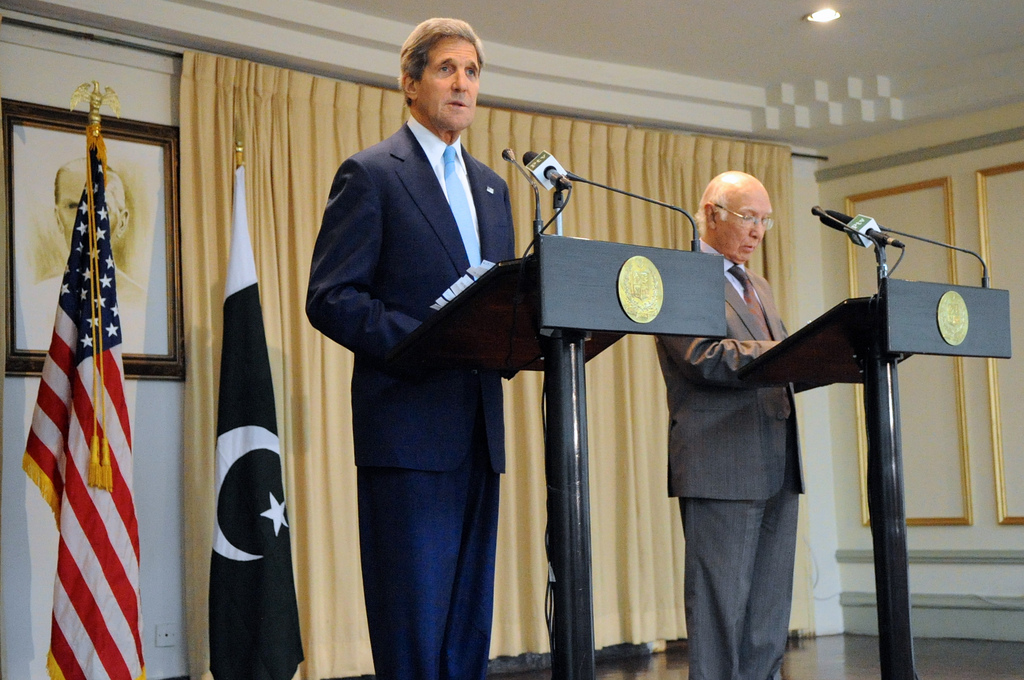
John Kerry am 1. August: Lob für Militär und Sturz Mursis – „Demokratie wiederhergestellt“
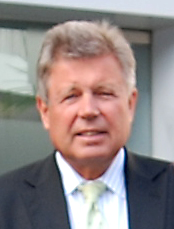
Rainer Stinner (FDP): rügte Kerrys Aussage für „selektives Demokratieverständnis“
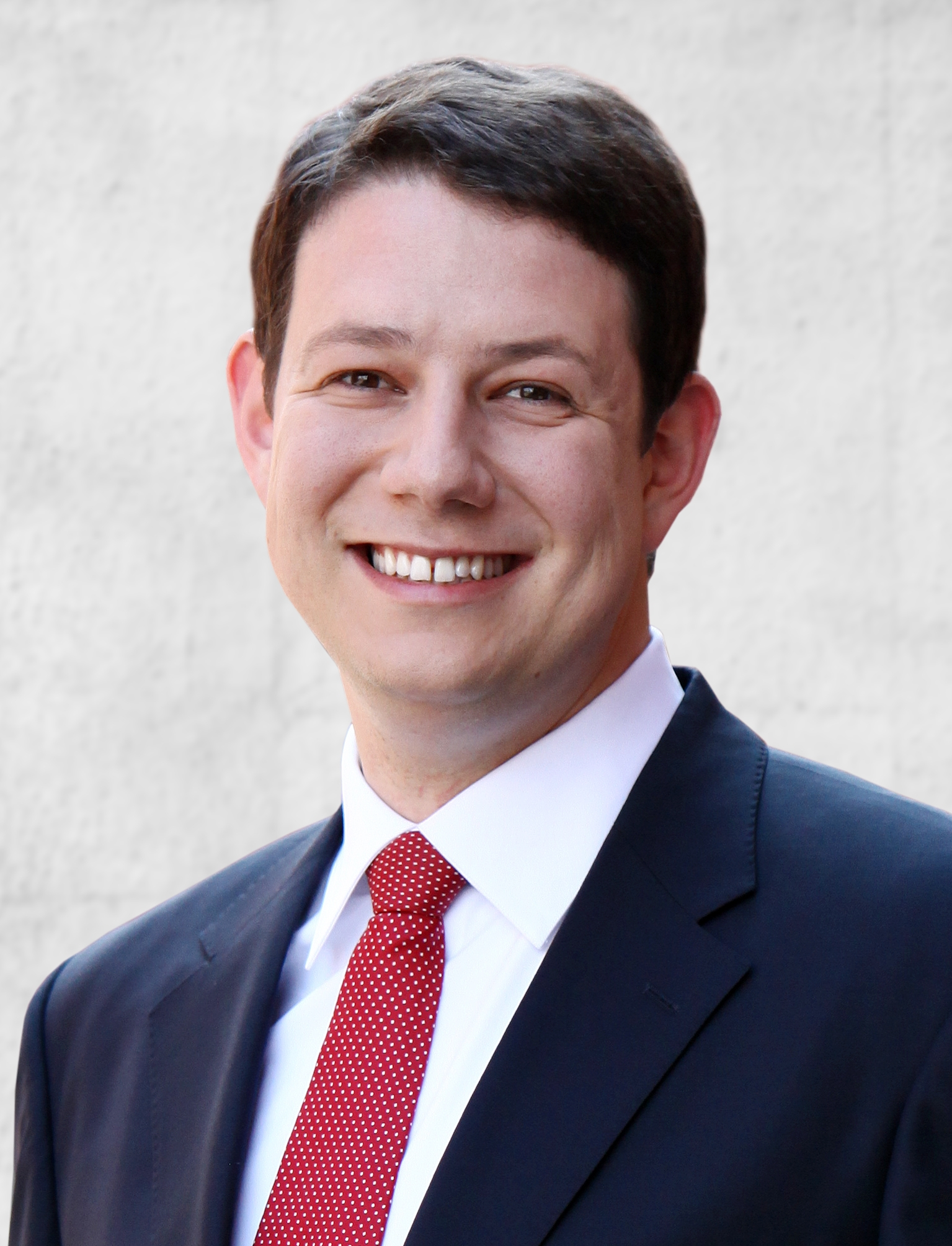
Philipp Mißfelder (CDU): hielt zu Kerry und Sturz Mursis – Mursis „Antisemitismus war unerträglich“

In dieser Situation erhielt die militärgestützte Übergangsregierung diplomatische Unterstützung der USA, die sich bislang bei der Bewertung zum Sturz des gewählten Präsidenten zurückgehalten hatte. US-Außenminister John Kerry lobte öffentlich den Sturz des ägyptischen Staatspräsidenten und erklärte am 1. August in Pakistan, die ägyptische Armee habe mit der Absetzung Mursis die Demokratie wiederhergestellt. Das Militär habe nicht die Macht übernommen, sondern es habe die Schaffung einer zivilen Übergangsregierung bewirkt. Während der außenpolitische Sprecher der FDP, Rainer Stinner, Kerrys Äußerung ein „selektives Demokratieverständnis“ vorwarf und der außenpolitische Sprecher der SPD, Rolf Mützenich betonte, das Vorgehen der Militärs habe die Lage in Ägypten nicht beruhigt, sondern verschärft, rechtfertigte der außenpolitische Sprecher der CDU, Philipp Mißfelder, die Äußerungen des US-Außenministers: „Ich stimme Kerry zu. Mursi war eine Gefahr für die Stabilität der Region. Sein Antisemitismus war unerträglich“.
Neben etlichen deutschen Politikern kritisierten die Muslimbrüder die Äußerungen Kerrys. Mohammed Ali Bishr, einer der Anführer der Muslimbrüder, appellierte an die USA für eine Korrektur der Position: „Die USA sind ein Land, das von Demokratie und Menschenrechten redet und dann so etwas sagt. Ich hoffe, dass sie ihre Position überdenken und sie korrigieren.“ Auch die türkische Regierung kritisierte Kerrys Äußerungen. Vizeregierungschef Bekir Bozdağ widersprach am 2. August über Twitter Kerrys Darstellung, die ägyptische Armee habe „die Demokratie wiederhergestellt“ und erklärte stattdessen: „Putsche bringen keine Demokratie, sie ruinieren und zerstören den Weg der Demokratie. So wie in Ägypten.“
Zudem meldete sich die Extremisten-Organisation Al-Kaida zu dem Konflikt in Ägypten zu Wort und forderte die Muslimbrüder per Internetbotschaft auf, sich für eine Regierung auf Grundlage des islamischen Rechts (Scharia) einzusetzen. Al-Kaida-Chef Aiman Al-Sawahiri verkündete auf dem Hintergrund der Äußerungen von US-Außenminister John Kerry, der den Putsch gegen Mursis als „Wiederherstellung der Demokratie“ verteidigt hatte, die Entwicklungen in Ägypten würden beweisen, dass Demokratie als Weg zur islamischen Herrschaft nicht tauge. Die Legitimität liege nicht in Wahlen und Demokratie, sondern in der Scharia.

### Internationale Reaktionen und diplomatische Vermittlung
UN-Generalsekretär Ban Ki Moon rief die Übergangsregierung auf, „den Schutz aller Ägypter sicherzustellen“. Mehrere Staaten drängten die vom Militär gestützten Machthaber Ägyptens, einen Ausgleich mit den Muslimbrüdern zu suchen und „das Blutvergießen zu beenden“.

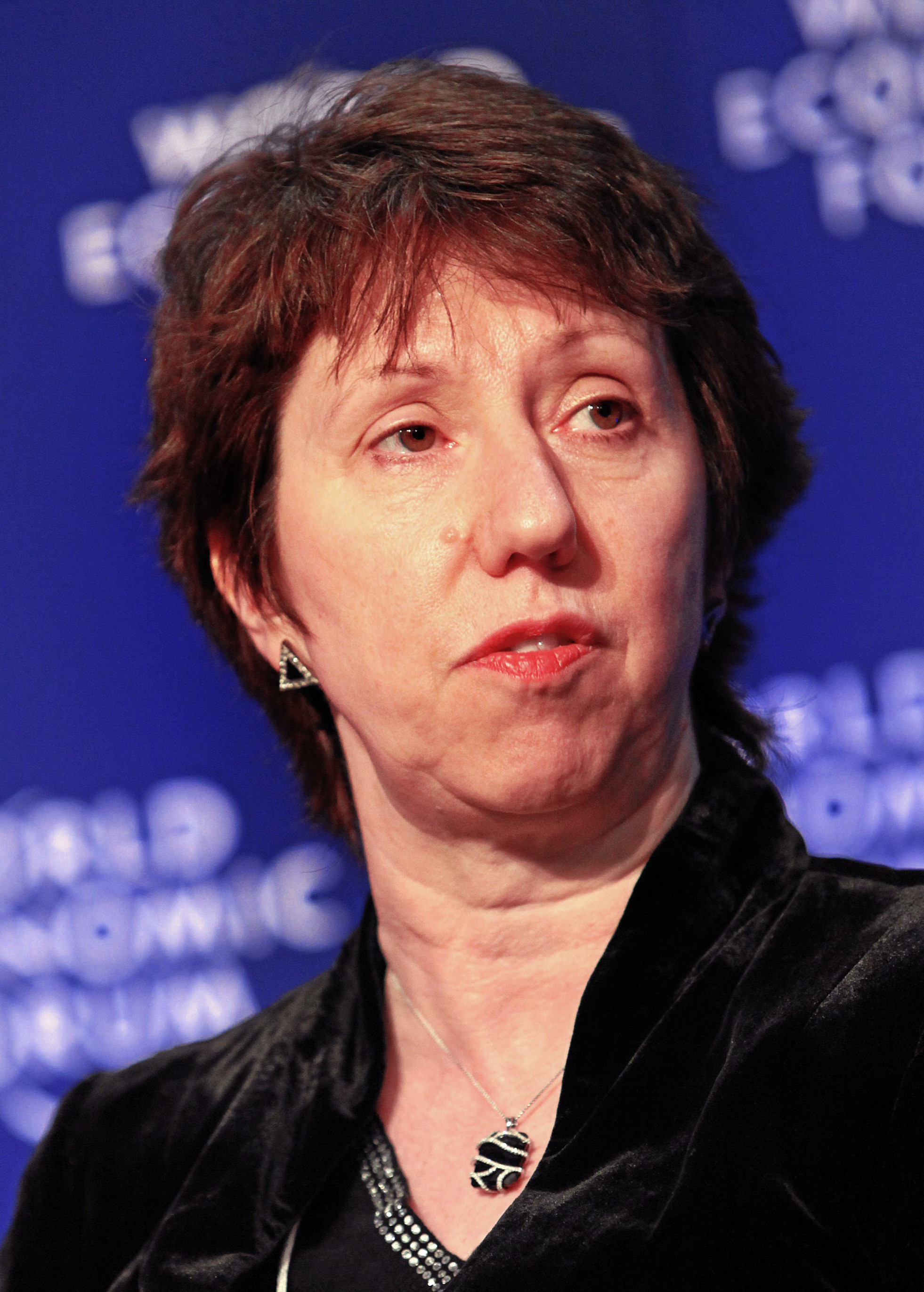
Catherine Ashton konnte mit Mursi am 29. Juli an einem unbekannten Ort sprechen

Die EU-Außenbeauftragte Catherine Ashton traf am 29. Juli als erste hochrangige ausländische Politikerin nach dem „Gewaltexzess gegen die Mursi-Anhänger“ Vertreter der ägyptischen Führung, darunter auch Ägyptens „neuen starken Mann, Armeechef Abdel Fattah al-Sissi, der hinter der Entmachtung Mursis am 3. Juli stand“ und drängte die ägyptische Übergangsregierung, von ihrem „Konfrontationskurs gegen die Muslimbruderschaft des abgesetzten Präsidenten“ abzurücken. Während Ashton erklärte, ihr Ziel sei ein „integrativer Übergangsprozess, an dem alle politischen Gruppen, einschliesslich der Muslimbruderschaft, beteiligt sind“, bestritt ein Sprecher des Übergangspräsidenten Mansur, dass Ashton als Mediatorin zwischen der Übergangsregierung und der Muslimbruderschaft tätig ist. Dennoch begrüßte Außenminister Nabil Fahmi Ashtons Bereitschaft zu Gesprächen mit den verschiedenen Seiten und betonte die Notwendigkeit, weiteres Blutvergiessen zu vermeiden. Der stellvertretende Interimspräsident el-Baradei versicherte Ashton, „dass die neue Führung des Landes alles in ihrer Macht stehende tun werde, um die Krise friedlich zu beenden“. Er sei zuversichtlich, dass die Proteste der Muslimbrüder sich friedlich beenden ließen. El-Baradei gab an, der gestürzte Präsident Mursi sei kein politischer Gefangener, sondern ein gewöhnlicher Häftling, gegen den ermittelt werde. Am 29. Juli hatte das Militär erstmals mit Ashton einen hochrangigen Vertreter des Auslands „zu dem festgenommenen Präsidenten“ Mursi vorgelassen, der von den militärgestützten Putschisten abgeschirmt von der Öffentlichkeit festgehalten wurde. Ashton erklärte, sie sei per Hubschrauber zu ihm an einen ihr unbekannten Ort geflogen worden und habe zwei Stunden mit ihm geredet. Es gehe ihm gut und er verfüge über Zugang zu Informationen über das Fernsehen und Zeitungen.
Zu den internationalen Gesandten, die Ägypten Ende Juli mit einem Schlichtungsauftrag besucht hatten, gehörten auch die Republikaner John McCain und Lindsey Graham. Die bekannten US-Senatoren McCain und Graham übten heftige Kritik an der neuen ägyptischen Führung und forderten die Freilassung von Mohammed Mursi und die „Freilassung aller politischen Gefangenen“. McCain, der noch im Februar 2011 den Standpunkt eingenommen hatte, dass es „ein Fehler von historischer Größe“ sei, die Muslimbruderschaft an einer Übergangsregierung zu beteiligen und dass es sich bei ihr um eine „durch und durch antidemokratische“ und „radikale Gruppe handele, der es in erster Linie darum geht, die Scharia anzuwenden“ und die mit Terroristen zusammenarbeitete, bezeichnete nun den Sturz Mursis als ungerechtfertigten Putsch. Ähnlich positionierte sich Lindsey Graham: „Die derzeitige Übergangsregierung ist nicht gewählt, während die gewählte Regierung hinter Gittern sitzt.“

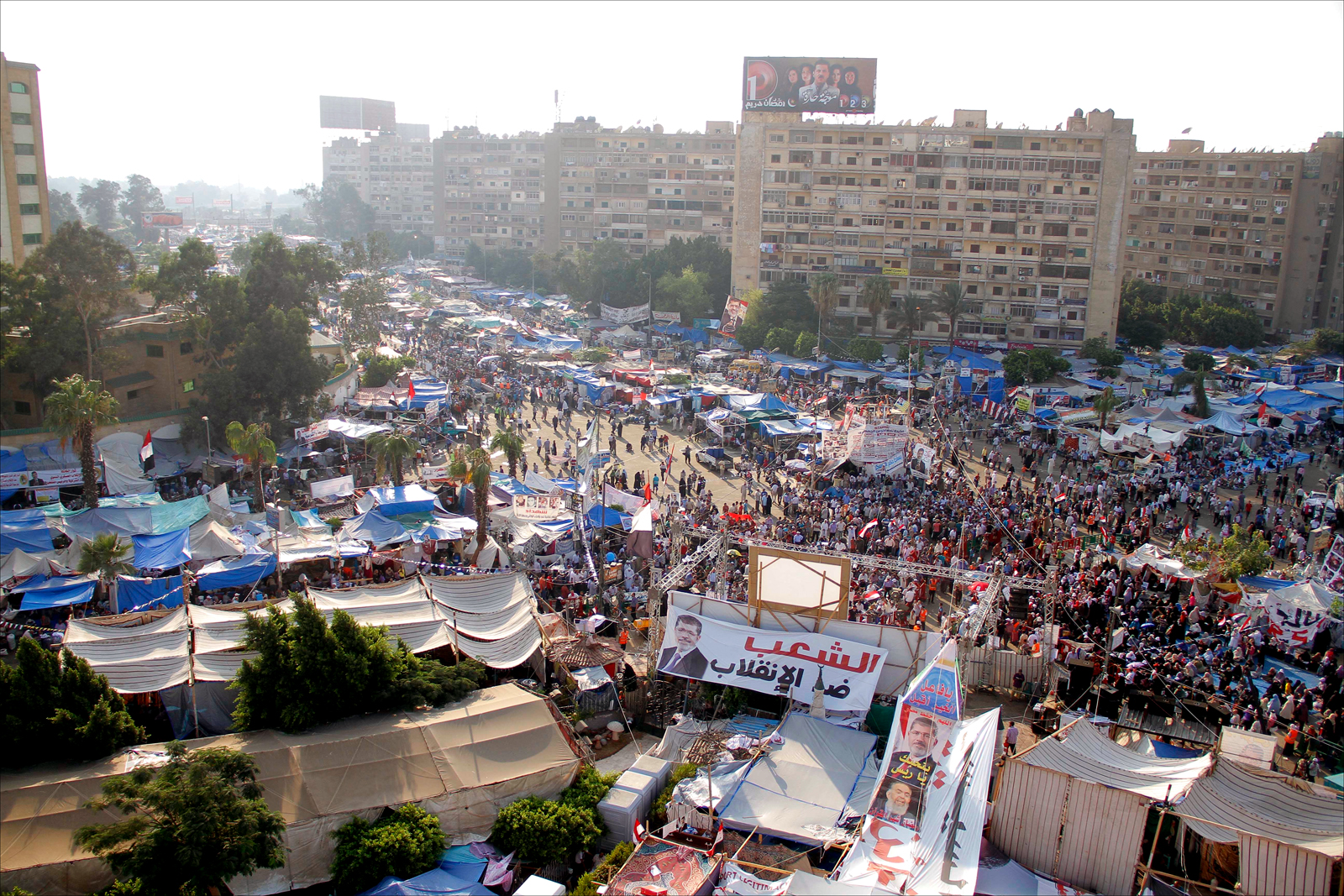
Vor der Stürmung des Anti-Putsch-Sit-ins an der Rābiʿa-al-ʿAdawiyya-Moschee übernachteten dort Pro-Mursi-Demonstranten bereits seit mehr als einem Monat in Zelten.

Am 4. August meldeten Medienberichte, dass unter westlicher Vermittlung sowohl die in den Protestcamps ausharrenden Mursi-Anhänger wie auch die vom Militär eingesetzte Übergangsregierung Signale der Kompromissbereitschaft zeigten. Ein Sprecher der Pro-Mursi-Allianz erklärte seinen Respekt für die Forderungen der Massenbewegung, die am 30. Juni demonstriert habe. Er äußerte die Bereitschaft zu Verhandlungen mit der Nationalen Heilsfront, in der die weltlichen Parteien der Übergangsregierung zusammengeschlossen waren. Die Gespräche mit der neuen Führung des Landes sollten auf der Grundlage der vom Militär ausgesetzten Verfassung geführt werden. Doch dürften nicht die für den Putsch verantwortlichen Teile der Armee und ihr Sisi am politischen Dialog über die Zukunft Ägyptens beteiligt werden. Man sei zu einer politischen Lösung bereit, solange sie auf der Legitimität der Verfassung gründet sei. Das vom Militär ausgesetzte Grundgesetz müsse wieder in Kraft gesetzt werden.
Die Übergangsregierung bestand zwar weiter auf eine Schließung der beiden Protestcamps der Mursi-Anhänger in Kairo, betonte aber, dass sie auf eine Blockade setze und nicht auf eine Stürmung, die ein neues Blutbad auslösen könnte. Nachdem das Militär die Lager offenbar blockiert hatte, versprach das Innenministerium den Anhängern Mursis freien Abzug und „eine politische Integration“. Allerdings müssten sich diejenigen verantworten, die Verbrechen begangen hätten. Interimsvizepräsident el-Baradei sagte im Fernsehen: „Es gibt keine Lösung in Ägypten, die sich auf Ausschluss gründen kann. Salafisten, Muslimbruderschaft, Säkulare, Liberale und wer auch immer – wir sind zum Zusammenleben verdammt.“

### Alternative Opposition

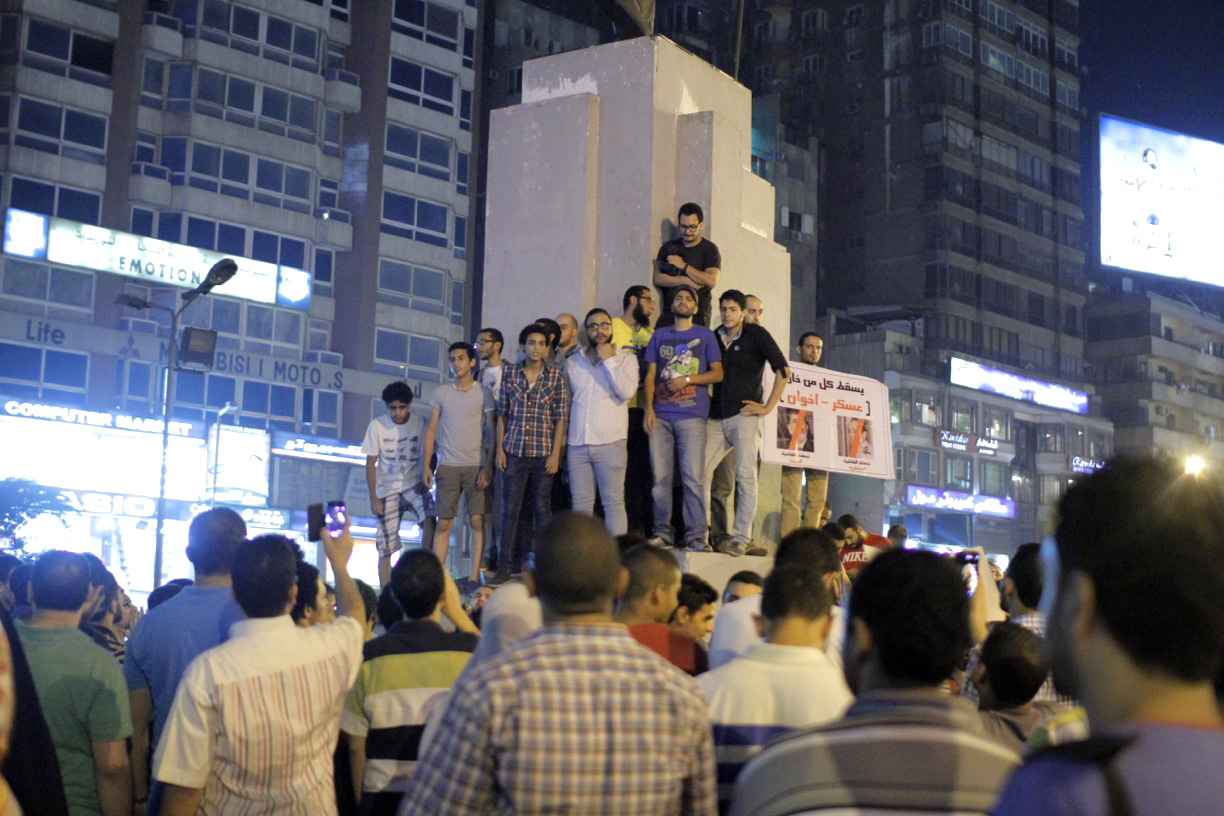
Am 28. Juli 2013 demonstriert die kleine Gruppe „Dritter Platz“ am Sphinx-Platz im Viertel Muhandisin in Gizeh (Großraum Kairo) sowohl gegen die Führung der Muslimbruderschaft als auch gegen die militärgestützte Übergangsregierung.

Nach dem Schrecken des Blutbades der Sicherheitskräfte an fast 100 Muslimbrüdern vom 27. Juli demonstrierte am 28. Juli 2013 die kleine Gruppe AlMidan AlTalat („Der dritte Platz“) mit rund 100 bis 300 Liberalen, Linken und moderate Islamisten auf dem Sphinx-Platz in Kairo-Gizeh, sowohl gegen Mursi, als auch gegen das Militär, sprach sich für einen „dritten Weg“, lehnte mit Parolen wie „Nieder mit Mubarak, nieder mit Mursi, nieder mit al-Sissi“ sowohl die Führung der Muslimbruderschaft ab als auch die von der Armee eingesetzte Übergangsregierung und beanspruchte für sich – ähnlich wie die Mursi- und die Sisi-Anhänger – die sogenannte Revolution von 2011 zu vertreten. Die Gruppe versuchte mit dem „dritten Platz“ einen „dritten Weg“, einen Mittelweg durch die landesweite Kluft zwischen der besonders auf dem Platz an der Rābiʿa-al-ʿAdawiyya-Moschee auftretenden Muslimbruderschaft und den den Tahris-Platz dominierenden Unterstützern des Militärputsches gegen Präsident Mursi zu finden, die der Aufspaltung der ägyptische Bevölkerung in die Mursi- und Militär-Unterstützer entsprach. Nach Medienangaben handelte es sich jedoch bei ihren Mitgliedern um „ein paar einsame ägyptische Aktivisten“ wohlhabender und urbaner Herkunft. Darunter befanden sich unter anderem Anhänger von Abdel Moneim Abul Futuh und seiner Partei Starkes Ägypten, die nach dem Sturz Mubaraks unter anderem von jungen Muslimbrüdern gegründet worden war, ebenso wie Mitglieder linksgerichteter Bewegungen.
Die Tamarod-Gruppe, die die Anti-Mursi-Massenproteste Ende Juni 2013 organisiert hatte und nach dem Putsch vom 3. Juli 2013 die von der Armee installierte Übergangsregierung unterstützte, beschuldigte die „Dritter Platz“-Gruppe, die ägyptischen „revolutionären Kräfte“ aufzusplittern. Die Tamarod-Kampagne selbst, die von dem koptischen Milliardär Naguib Sawiris finanziert wurde, bis in ihre Spitze hinein von der ägyptischen Staatssicherheit unterwandert war und im Nachhinein ihre enorm übertriebene Falschangabe von angeblich 22 Millionen gesammelten Anti-Mursi-Unterschriften im Juni 2013 stark nach unten korrigieren musste, wurde selbst in der Folge für ihre Nähe zum Militärchef und zum Militär kritisiert.
Rund 300 Personen der Gruppe „Dritter Platz“ harrten noch Mitte August seit Ende Juli 2013 in einem Zeltlager auf dem Sphinx-Platz in Kairo-Gizeh aus.

## Wertungen und Bedeutung

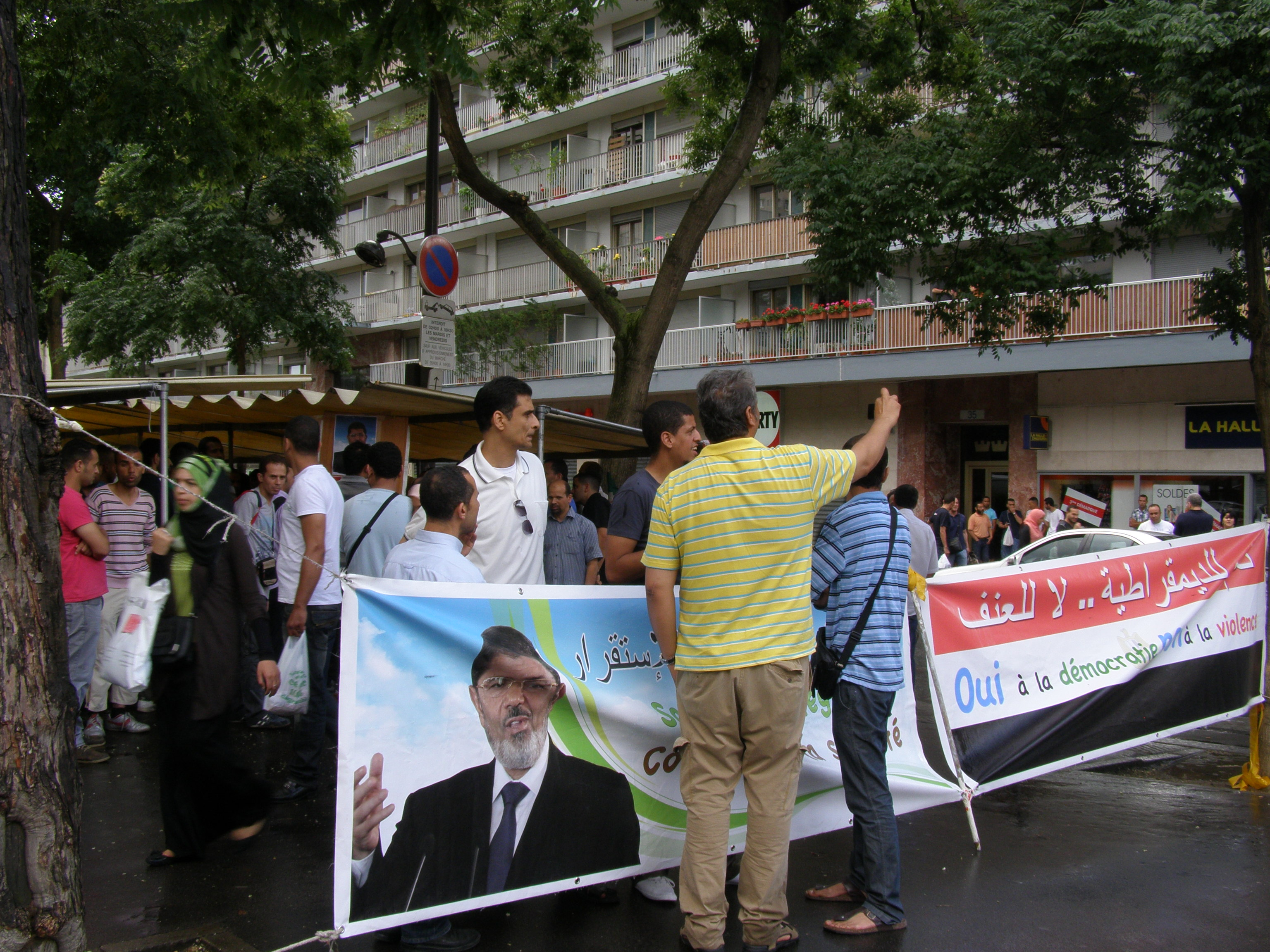
Pro-Mursi-Demonstration in Paris mit dem Slogan „Ja zur Demokratie - Nein zur Gewalt“ (29. Juli 2013)

Patrick Kingsley sprach im Guardian von einem „Polizeimassaker an Pro-Mursi-Unterstützern“, das als Einschüchterungsversuch angesehen worden sei, um die Protestteilnehmer zum Verlassen des Lagers zu bewegen. Es handle sich um das schlimmste staatlich durchgeführte Massaker Ägyptens seit dem Sturz Mubaraks und um das zweite Massaker der Sicherheitskräfte an Mursi-Unterstützern innerhalb von zwei Wochen.
Bis zum Abend des 28. Juli setzten offizielle Angaben die zu diesem Zeitpunkt weiter ansteigende Anzahl bekannter Todesopfer auf 82 an. Seit dem Putsch gegen Mursi am 3. Juli belief sich damit Anfang August die Anzahl der offiziell angegebenen Toten durch die Auseinandersetzungen auf fast 300 Menschen. Nach den Juli-Gewaltexzessen gegen Mursi-Anhänger in Kairo sahen westliche Medien die Gefahr, dass Ägypten in den Bürgerkrieg abgleiten könne. Diese Maßnahmen des Notstandsrechts, mit denen Interimspräsident Mansur Übergangsministerpräsident Beblawi ermächtigte, der Armee und den Generälen neue Kompetenzen im Umgang mit politischen Aktivisten geben, wurden als schlechtes Vorzeichen für die Art und Weise gedeutet, mit der die Armee gegen die Protestlager der Muslimbrüder vorzugehen plante.
Nachdem die Übergangsregierung die internationalen Vermittlungsbemühungen Anfang August für gescheitert erklärt hatte, sagte der liberale Politologe, Menschenrechtler und Vorsitzende der oppositionellen Partei Freiheitliches Ägypten, Amr Hamzawy, in einem am 9. August veröffentlichten Interview mit Zeit Online, alle Menschenrechtsverletzungen nach dem 30. Juni 2013 müssten untersucht und aufgeklärt werden. Dies gelte sowohl für die Gewalttaten mit über 130 Toten „vor dem Klub der Republikanischen Garde“ (Massentötung in Kairo vom 8. Juli) und „vor dem Denkmal des Unbekannten Soldaten“ (Massentötung in Kairo vom 27. Juli), als sich die Anhänger der Muslimbrüder dort versammelt hatten, als auch „für Gewalttaten, in die die Muslimbrüder verwickelt sind“. Ägypten drohe „in einer Spirale von Gewalt und Gegengewalt zu versinken“. Die Absetzung des gewählten Präsidenten durch die Armee im Zusammenhang mit einer Massenmobilisierung habe die Muslimbrüder in eine politisch aussichtslose Lage gebracht. In einer solchen Lage nimmt die Gewaltbereitschaft zu. Gleichzeitig seien die Kräfte, die die Entmachtung der Muslimbruderschaft unterstützt hätten, darunter die „nach wie vor im Verwaltungsapparat und in den Sicherheitsorganen verankerte und mit Teilen der Wirtschaftselite verbündete“ „alte Mubarak-Garde“, „wenig bemüht, die Situation zu entspannen“. Diese Kreise würden das alte System reinstallieren, die Muslimbrüder aus der Politik verbannen und auch die demokratischen Kräfte auszuschließen wollen. Es finde von Seiten der neuen Machthaber nach dem Putsch „eine regelrechte Treibjagd“ auf die Demokraten statt, wenn diese gegen Menschenrechtsverletzungen protestierten und Rechtsstaatlichkeit und Demokratie einforderten.

## Weitere Entwicklung
Nachdem die EU-Außenbeauftragte Catherine Ashton, John McCain, Lindsey Graham und weitere internationale Gesandten Ägypten am 30. Juli mit einem Schlichtungsauftrag besucht, Ashton sich mit Behörden- und Oppositionsführern, einschließlich des an einem geheim gehaltenen Ort festgehaltenen gestürzten Präsidenten Mursi, getroffen und US-Außenminister Kerry den Militärputsch vom 3. Juli am 1. August als Wiederherstellung der Demokratie bezeichnet und eine Machtübernahme des Militärs bestritten hatte, wofür er international kritisiert worden war, gaben Staatsanwälte am 4. August den Beginn eines Prozesses gegen sechs Führer der Muslimbruderschaft wegen „Anstiftung zum Mord“ für den 25. August bekannt. Am 7. August erklärte der ägyptische Übergangspräsident Mansur die diplomatischen Anstrengungen für eine friedliche Lösung zwischen der militärgestützten Interims-Regierung und der Muslimbruderschaft als gescheitert. Die Interimsregierung drohte ein scharfes Durchgreifen gegen Pro-Mursi-Demonstrationen an, nachdem sie Zurückhaltung während des für Muslime heiligen Monats Ramadan gezeigt habe. Am 11. August drohten die Sicherheitskräfte den Demonstranten, die fortdauernden Pro-Mursi-Protestlager an der Rābiʿa-al-ʿAdawiyya-Moschee und am Nahda-Platz innerhalb von 24 Stunden aufzulösen.
In der Folge erfasste die größte Gewaltwelle der jüngeren ägyptischen Geschichte das Land, bei der bereits innerhalb weniger Tage über 1000 Menschen getötet wurden, wobei es sich in den allermeisten Fällen um von Polizei und Militär getötete und überwiegend aus der Muslimbruderschaft stammende Islamisten handelte.
Allein bei der Stürmung der ausgedehnten Protestlager am Rābiʿa-al-ʿAdawiyya- und Al-Nahda-Platz in Kairo am 14. August 2013 tötete die Bereitschaftspolizei nach offiziellen Angaben der Übergangsregierung mehr als 600, nach jüngeren westlichen Medienberichten rund 1000 und nach Angaben der Muslimbruderschaft über 2000 Pro-Mursi-Demonstranten.

## Verweise